# Nowosybirsk
Nowosybirsk (ros. Новосибирск, Nowosibirsk; w latach 1904–1925 Nowonikołajewsk) – miasto w azjatyckiej części Rosji, na Syberii, nad rzeką Ob. Trzecie co do liczby mieszkańców (1 620 162) miasto rosyjskie po Moskwie i Petersburgu. Nowosybirsk jest uważany za nieoficjalną stolicę Syberii.

## Dane ogólne
Największe miasto Syberii, stolica obwodu nowosybirskiego, centrum administracyjne Syberyjskiego Okręgu Federalnego. Wielki ośrodek handlowy, naukowy (14 szkół wyższych; uniwersytet zał. w 1959), kulturalny (muzea, galerie sztuki) i sportowy. Ważny ośrodek przemysłowy, m.in.: maszynowy, elektroniczny, chemiczny, skórzano-obuwniczy; hutnictwo żelaza i cyny; elektrownia wodna na Nowosybirskim Zbiorniku Wodnym (400 MW). Ważny węzeł drogowy i kolejowy (Kolej Transsyberyjska), ze stacją Nowosybirsk, metro. Miasto posiada Międzynarodowy Port Lotniczy, port rzeczny, sieć tramwajową i trolejbusową. Około 30 km na południe od miasta mieści się Akademgorodok, ogromne centrum naukowe zapoczątkowane w latach 50. XX w.

## Historia

### Nowonikołajewsk (do 1917)

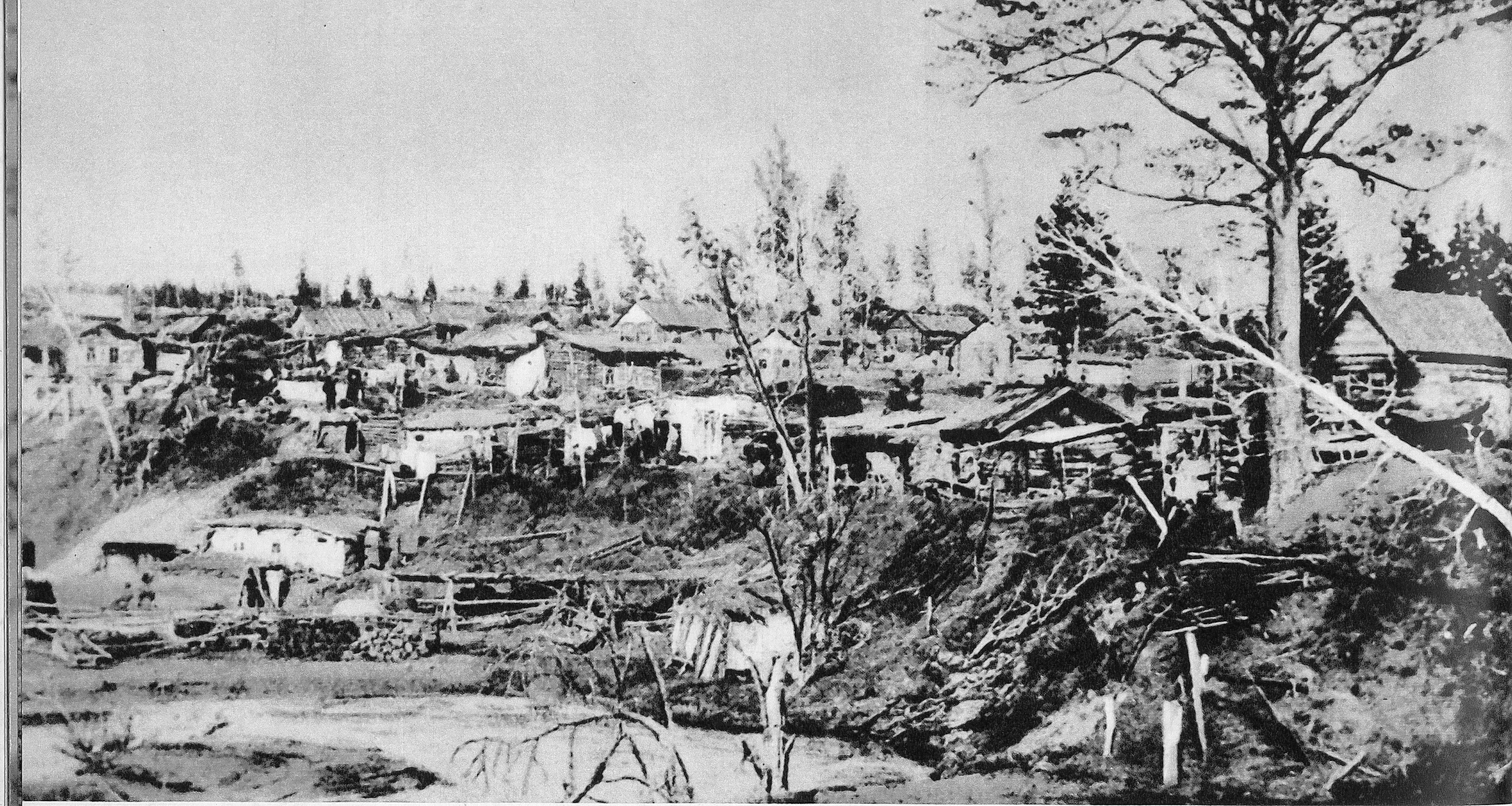
Nowonikołajewsk w 1895 r.

Według rosyjskich i sowieckich historyków oraz archeologów tereny dzisiejszego Nowosybirska były zamieszkane już w IV–III wieku przed naszą erą przez prymitywne grupy trudniące się rybołówstwem i myślistwem. Pierwsza rosyjska osada powstała w tym miejscu (na lewym brzegu Obu) pod koniec XVII wieku, za rządów Piotra I Wielkiego. Służyła za punkt handlowy z Teleutami, którzy zajmowali terytoria po drugiej stronie rzeki. Osada poświęcona była świętemu Mikołajowi. Wskutek załamania się handlu ośrodek ten wkrótce podupadł. Na wiek XVIII datuje się dalsza akcja kolonizacyjna, prowadzona jednak w sposób chaotyczny. Na lewym brzegu Obu znajdowało się wówczas kilkanaście osad i wiosek. Były to między innymi Gusewka oraz najważniejsza i największa osada – Kriwoszczekowo. Dane z lat 1719–1722 wskazują, że w tym czasie na tym terenie znajdowały się 34 rosyjskie wioski zamieszkiwane przez 1178 mężczyzn. Stan taki utrzymać się miał przez następne stulecie. Według danych w roku 1893 we wsi Kriwoszczekowo znajdowała się m.in. szkoła podstawowa i zamieszkiwało ją 685 osób, większość mieszkańców zajmowała się spławianiem towarów po Obie i pracami z tym związanymi.
Za oficjalną datę narodzin nowoczesnego miasta uchodzi 30 kwietnia 1893 roku, gdy rozpoczęto kolonizację prawego brzegu rzeki. 20 lipca wmurowano kamień węgielny pod budowę mostu przez Ob. Prawobrzeżne osiedle zyskało sobie wkrótce wyjątkowo złą sławę i znane było jako Diabelskie Grodzisko. Do rozwoju tego terenu przyczyniło się umiejscowienie nieopodal stacji nowo zbudowanej linii Kolei Transsyberyjskiej (Stacja Ob). Początkowo projekt Magistrali Transsyberyjskiej przewidywał, że linia będzie przechodziła przez Tomsk, jednak mieszkańcy Omska utworzyli komitet na rzecz budowy kolei i ostatecznie zmieniono początkowe plany budowy. Już w 1888 r. badania terenowe zlecone przez rosyjski rząd wykazały, że rejon wsi Kriwoszczekowo jest jedynym rozsądnym terenem wytyczenia trasy Transsibu. 27 lutego 1893 r. imperator Aleksander III Romanow wydał zgodę poprowadzenia trasy kolejowej przez ten teren. Była to kluczowa decyzja w rozwoju przyszłego Nowosybirska, która zapewniła dynamiczny rozwój i dostęp do jednej z najważniejszych linii komunikacyjnej w Imperium Rosyjskim. Magistralą kolejową napływały towary i ludzie. 18 września 1895 r. podjęto decyzję o budowie Soboru św. Aleksandra Newskiego i z tej okazji, poświęcając te tereny nowemu patronowi, postanowiono nadać osadzie nazwę Aleksandrowski (ros. Александровский), nie weszła ona jednak do powszechnego użycia. Według innej wersji nowa nazwa została nadana na cześć imperatora Aleksandra III. Już jednak w rok później Ministerstwo Spraw Wewnętrznych zasugerowało, na cześć nowego cara, Mikołaja II (ros. Николай, Nikołaj), przemianowanie Aleksandra na Nowo-Nikołajewsk. W 1896 roku 1076 mieszkańców miasta podpisało petycję do władz guberni tomskiej w sprawie nadania Aleksandrowi praw miejskich. Propozycja ta spotkała się wówczas z odmową. W marcu 1897 r. w miasteczku przebywał Włodzimierz Lenin. Wiosną tego samego roku ukończono wreszcie budowę stałego mostu przez Ob.

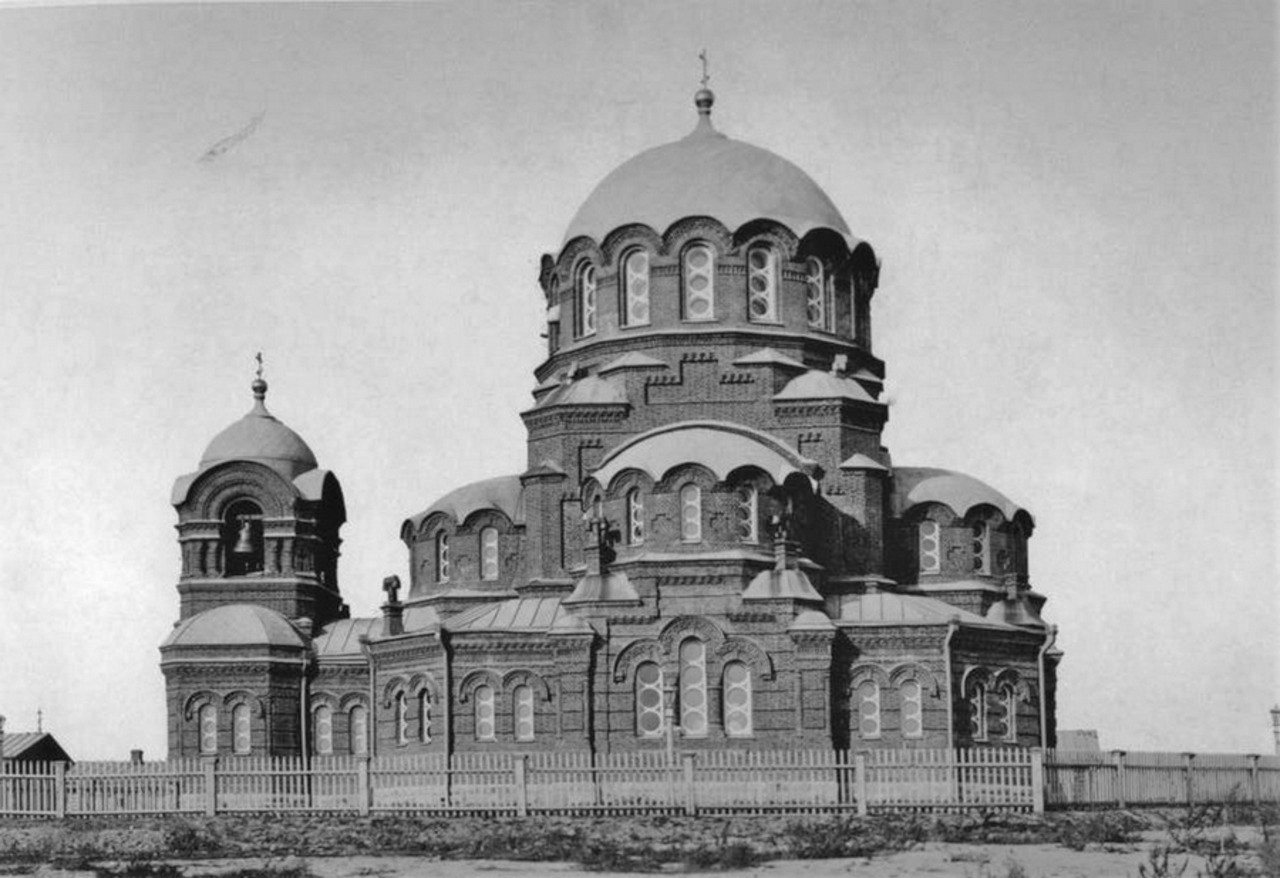
Sobór św. Aleksandra Newskiego. Widok z 1899 r.

Dzięki doskonałemu położeniu dzisiejszy Nowosybirsk rozwijał się niezwykle szybko. Wkrótce prześcignął pod względem liczby ludności położone w rejonie osiedla ludzkie: Koływań, Suzun, Bierdsk. W 1898 r. liczył 10 137 mieszkańców, w 1900 r. 18 734, a w 1903 r. już 22 257. Obecność stacji kolejowej sprawiła, że w latach 1893–1903 przez wieś przewinęło się około pół miliona barek z różnymi towarami. 28 grudnia 1903 roku reskryptem numer 747-47 imperator Mikołaj II Romanow nadał prawa miejskie i oficjalnie powołał do istnienia miasto Nowo-Nikołajewsk (wkrótce jako obowiązująca oficjalnie nazwa przyjęła się forma Nowonikołajewsk). Miasto było już wówczas jednym z ważniejszych ośrodków gospodarczo-handlowych Syberii. W 1898 r. przez stację przeszło prawie 2,5 miliona ton ładunku, a w 1901 r. obrót handlowy wyniósł 20 milionów rubli. 12 stycznia 1904 r. odbyły się pierwsze wybory władz miejskich. W lutym uchwalono pierwszy budżet miasta, który przewidywał między innymi przeznaczenie 10,5 tysiąca rubli na utrzymanie policji i 2 tysięcy rubli na oświatę i utrzymanie szkół w mieście. Jeszcze w 1897 r. utworzono w Nowonikołajewsku pierwszą jednostkę straży pożarnej. 23 października 1904 r. zorganizowano w Nowonikołajewsku pierwszy spis statystyczny, który wykazał 22 708 osób (11 579 mężczyzn i 11 129 kobiet) zamieszkujących miasto właściwe oraz dalszych 3000 osób żyjących na obrzeżach miasta (m.in. garnizon wojskowy, rolników itp.). Łącznie według wyników spisu aglomerację zamieszkiwało 26 028 osób. Budżet miasta w kolejnych latach rósł w sposób dynamiczny. W 1905 było to 82 578 rubli, w 1909 – 399 604 rubli, w 1910 – 630 198 rubli, w 1911 – 935 971 rubli, w 1912 – 1 000 070 rubli.

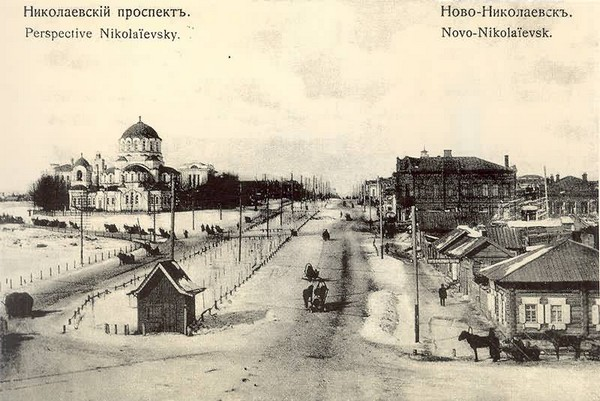
Nowonikołajewsk w 1912 r.

W dalszym ciągu wzrastała liczba mieszkańców. W 1910 mieszkało tu już 52 695 osób. Szło to w parze z wielkim wzrostem gospodarczym. Tereny dzisiejszego Nowosybirska stały się naturalnym obszarem zakładania nowych fabryk oraz zakładów produkcyjnych. Samo miasto zaczęło się też specjalizować w budowie urządzeń rolniczych. Do końca 1910 r. Nowonikołajewsk prześcignął inne miasta regionu, m.in. Czelabińsk, Omsk, Tomsk, Bijsk, jako centrum handlu zboża – rocznie transportowano przez miasto 6 350 000 ton zbóż. Stało się także centrum przemysłu związanego z masłem oraz mąką – przetwarzano tu rocznie prawie 11 milionów ton mąki. W mieście rozwijał się przemysł związany z produkcją alkoholu. Powstały także zalążki przemysłu metalurgicznego. W latach 1911–1912 zbudowano w mieście pierwszą elektrownię, która dostarczała jednak energię elektryczną do bardzo małej grupy odbiorców. Plany budowy kolejnej elektrowni przerwał wybuch wojny. Ważną gałęzią przemysłu miejskiego pozostawała Kolej Transsyberyjska, która wymagała nieustannej rozbudowy. 21 października 1915 r. ukończono odcinek łączący Nowonikołajewsk z Semipałatyńskiem, tworząc tym samym podwaliny pod późniejszą Kolej Turkiestan-Syberia (to połączenie nazywane było wówczas Koleją Ałtajską). Rozwijała się bankowość, swoje oddziały miały tutaj: Bank Syberyjski, Rosyjski Bank Handlu Zagranicznego, Państwowy Bank Imperium Rosyjskiego, Syberyjski Bank Komercyjny, Bank Ałtajski i inne. Według danych z 1913 r. w mieście mieszkało 62 608 osób. Błyskawiczny rozwój ekonomiczny nie szedł w parze z rozwojem infrastruktury Nowonikołajewska. Drewniana zabudowa ułatwiała częste wybuchy pożarów. Miasto paliło się wielokrotnie: najstraszliwszy w skutkach był pożar z maja 1911 r., setki ludzi zginęło, straty szacowano powyżej 5 milionów rubli, bez dachu nad głową pozostało ponad 8000 mieszkańców. Na większości ulic brakowało chodników, władze miasta nie były też w stanie zorganizować żadnej formy transportu miejskiego dla swoich mieszkańców. W okresie od 1911 do 1916 zbudowano jedynie 11,8 km nowych utwardzonych dróg. Mimo starań nie udało się też rozpocząć budowy sieci kanalizacyjnej w mieście oraz skutecznej metody utylizacji odpadów. Stan higieny w mieście był zły, w 1909 r. w mieście swe żniwo zebrała cholera, w 1910 r. epidemia duru brzusznego, a w 1913 r. czarnej ospy. Szpital miejski mógł zapewnić jedynie 40 łóżek swoim pacjentom. W 1910 r. wskutek powtarzających się epidemii zbudowano Szpital Chorób Zakaźnych (60 łóżek). Przy stacji kolejowej działał punkt medyczny (30 łóżek). W 1913 r. w Nowonikołajewsku pracowało jedynie 13 lekarzy. Jednak ulice ścisłego centrum miasta uchodziły za bardzo nowoczesne, głównie za sprawą oświetlenia, które zdobyło dla Nowonikołajewska miano „Amerykańskiego miasta”. W 1908 r. w mieście funkcjonowało 14 szkół podstawowych (z tego dwie podlegały Świątobliwemu Synodowi). Szacuje się, że 35% dzieci w wieku szkolnym zamieszkujących miasto (tj. powyżej tysiąca) nie podejmowało nauki. Po 1910 r. rada miejska podjęła program rozbudowy szkolnictwa. Na tel cel zebrano 387 tysięcy rubli, co miało pozwolić wznieść 13 szkół miejskich średniego szczebla o profilu technicznym. W 1915 r. w Nowonikołajewsku działały już 34 szkoły podstawowe, dwie szkoły parafialne, żeńska szkoła średnia, męska szkoła średnia, kilka szkół technicznych, seminarium nauczycielskie oraz placówki oświatowe innego typu. Mimo to 63% populacji było analfabetami. Według danych z 1907 r. w mieście istniało 7 prawosławnych cerkwi, jeden murowany kościół katolicki, jeden drewniany zbór protestancki, drewniana żydowska synagoga oraz drewniany meczet. W 1904 r. otwarto pierwsze kino, mimo starań mieszkańców i narzekań lokalnej prasy nie udało się otworzyć stałego teatru.

### Lata 1917–1945

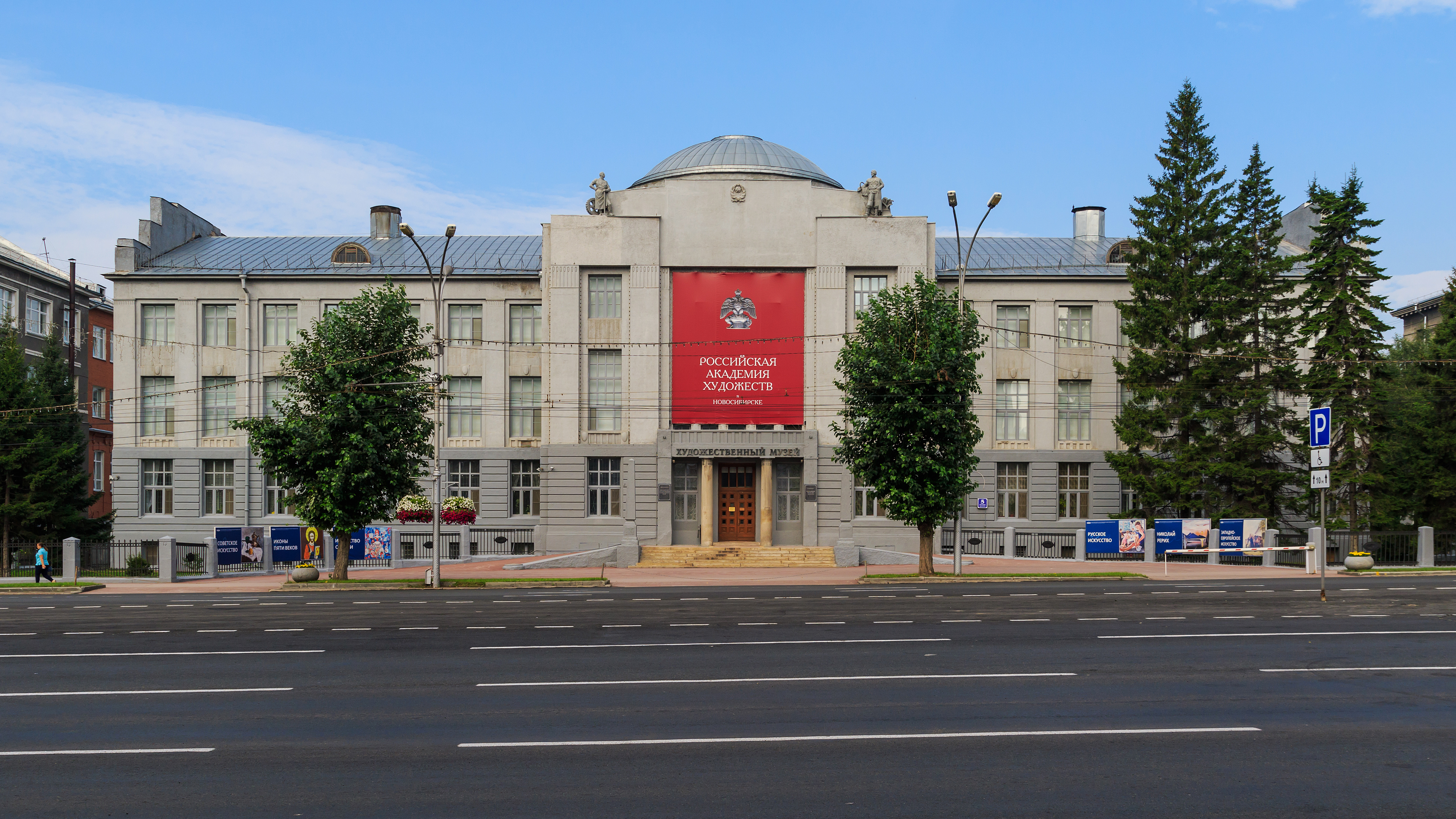
Budynek Syberyjskiego Komitetu Rewolucyjnego. Widok współczesny

15 marca 1917 roku doszło do rewolucji lutowej, w jej wyniku powstał Rząd Tymczasowy, który został zaakceptowany przez lokalne władze Nowonikołajewska. W nocy z 24 na 25 października doszło w Piotrogrodzie do przewrotu i władzę przejęli bolszewicy. Nad Nowonikołajewskiem uzyskali bolszewicy pełną kontrolę w styczniu 1918 roku. Miejscowa Rada Delegatów Robotniczych i Żołnierskich przystąpiła od razu do nacjonalizacji majątków i przemysłu w mieście. Przejęto zakłady zajmujące się produkcją i przetwórstwem mąki, alkoholu, handlem zboża, a także drobne zakłady przemysłowe oraz oddziały banków. Utworzono komiet, który miał na celu przekazywanie żywności do Moskwy oraz Piotrogrodu. Przejęto także kontrolę nad edukacją w mieście. Władza bolszewików w mieście została zlikwidowana w kilka miesięcy później, wskutek działań Korpusu Czechosłowackiego, który 25 maja 1918 r. przejął kontrolę nad Nowonikołajewskiem. Już wcześniej działała w tym rejonie partyzantka białych, a jeszcze w maju utworzono w Nowonikołajewsku Centralny Sztab na czele z płk. A.N. Griszynem-Ałmazowem. 28 maja do miasta przybył płk A.N. Griszin-Ałmazow. 12 czerwca jego sztab stał się sztabem Samodzielnej Armii Zachodnio-Syberyjskiej, która stała się zalążkiem Armii Syberyjskiej. Władza w mieście przeszła tym samym w ręce sił antybolszewickich – 41 Syberyjskiego Pułku Strzeleckiego. Na jego podstawie sformowano 1 Nowo-Nikołajewski Kadrowy Pułk pod dowództwem ppłk. W. Serebrennikowa. Biali anulowali wszystkie decyzje władzy bolszewickiej, przywracając własność prywatną w ręce ich dawnych właścicieli. Miasto podlegało Tymczasowemu Rządowi Syberyjskiemu, a od 23 września 1918 r. pod Ogólnorosyjski Rząd Tymczasowy. 18 listopada 1918 r. do władzy doszedł admirał Aleksandr Kołczak. Pod władzą jego Rządu Rosyjskiego Nowonikołajewsk miał znajdować się przez następny rok trwania wojny domowej. 14 grudnia 1919 r. Armia Czerwona zajęła Nowonikołajewsk. 17 grudnia formalności dokonał miejscowy Komitet Rewolucyjny, który uznał władzę w Moskwie i wezwał do tego samego mieszkańców miasta.
Zniszczenia wojenne w mieście były olbrzymie. Podupadł przemysł, wysadzono most na Obie, terror zarówno ze strony czerwonych, jak i białych pochłonął tysiące ofiar. Zimą 1919/1920 w mieście zmarły kolejne tysiące ludzi w wyniku kolejnej epidemii duru brzusznego. Nie nadążano z grzebaniem zmarłych, ciała zalegały na ulicach. Według szacunków w 1920 r. w mieście mieszkało 67 054 ludzi (wobec liczby 69 828 w 1917 r.). Władza bolszewicka w dość szybkim tempie odbudowała, na zasadzie czynu społecznego, m.in. most na Obie oraz zniszczone węzły kolejowe Transsibu. Regularny ruch na tej trasie został wznowiony w połowie 1920 roku, podobnie rzecz się miała z transportem rzecznym. W planach bolszewickich Nowonikołajewsk miał stać się centrum sowieckiej Syberii. W czerwcu 1921 do miasta przeniesiono siedzibę syberyjskiego biura Rosyjskiej Komunistycznej Partii (bolszewików), a także Syberyjskiego Komitetu Rewolucyjnego. Rozpoczęta przez Lenina Nowa Polityka Ekonomiczna nadała dynamizmu odbudowie miasta po zniszczeniach wojennych i rozpoczęła nową epokę rozwoju.

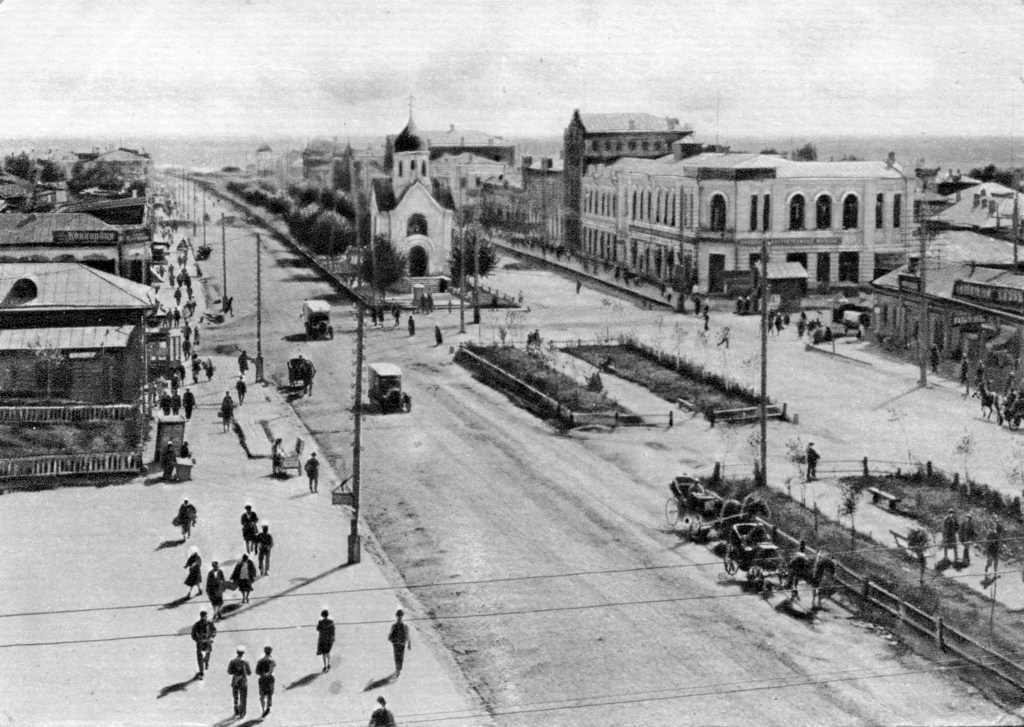
Nowosybirsk w latach 20. XX wieku

Miasta nie ominęła walka z religią, bezczeszczono oraz zamykano świątynie różnych wyznań. W maju 1924 r. rozpoczęto w mieście budowę elektrowni, która miała wreszcie sprostać zapotrzebowaniom szybko rosnącej metropolii. W uroczystym wmurowaniu kamienia węgielnego uczestniczyła formalna głowa państwa sowieckiego Michaił Kalinin. Elektrownię uruchomiono w 1926 r., telegramy z gratulacjami do władz i mieszkańców miasta ponownie przysłał Kalinin, a także Feliks Dzierżyński. Budowa nowych zakładów przemysłowych, związanych głównie z przemysłem rolniczym oraz odzieżowym, zapewniała rozwój dzisiejszemu Nowosybirskowi. Rosła liczba mieszkańców, w 1926 r. żyło już tutaj 120 128 ludzi. Wraz z rozwojem przemysłu zmieniała się też struktura społeczna ludności. W drugiej połowie lat dwudziestych miasto inwestowało w masowe budownictwo mieszkaniowe. Było to szczególnie ważne, gdyż już w 1928 r. populacja miejska wzrosła do 135 500 ludzi. W 1925 r. w mieście przyjęto Pięcioletni Plan Rozwoju z budżetem rzędu 11,55 miliona rubli. Pieniądze te zainwestowano w rozbudowę, bardzo słabej lub w niektórych segmentach właściwie nieistniejącej, infrastruktury miasta. Zbudowano kanalizacje, sieć telefoniczną, poprawiono stan sanitarny miasta, rozpoczęto wytyczanie nowych ulic, zamontowano chodniki. Zbudowano nowe ujęcia wody pitnej, którą doprowadzono kilkanaście kilometrów spoza granic miasta. Komunistyczna ideologia odcisnęła swoje piętno na kształcie i rozwoju Nowonikołajewska. Nowe ulice nazywano (lub stare przemianowywano) na cześć bohaterów Rewolucji: Lenina, Dzierżyńskiego, Armii Czerwonej. W 1936 r. założono klub piłkarski Buriewiestnik Nowosybirsk (obecnie Sibir Nowosybirsk). Inwestowano w muzea (Muzeum Ludowe otwarto w 1920 r.) domy kultury i biblioteki dla robotników, które miały tworzyć nowego człowieka sowieckiego. Podobne funkcje miał pełnić monumentalny tzw. Dom Lenina. To właśnie tutaj w 1925 r. rozpoczął obrady 1 Syberyjski Kongres Rad. Najważniejszą jego uchwałą miała być zmiana nazwy miasta. Nowonikołajewsk kojarzył się zdecydowanie z dawnym carskim reżimem, którego pamięć chciano wymazać. Padło ponad 50 oficjalnych propozycji na nową nazwę dla szybko rosnącej syberyjskiej metropolii, m.in. Nowoleninsk, Wladlen, Sibleninsk (na cześć wodza Rewolucji Lenina), Kaliningrad (na cześć Kalinina), Krasnooktiabrskij, Komungrad, Krasnosybirsk (na cześć Rewolucji i komunizmu) i wiele innych. Ostatecznie największe uznanie zyskała propozycja przemianowania miasta na Nowosybirsk. 7 grudnia 1925 r. przegłosował ją Syberyjski Kongres Rad. 12 lutego 1926 zmianę zatwierdził Ogólnorosyjski Centralny Komitet Wykonawczy Rad. Nowonikołajewsk stał się oficjalnie Nowosybirskiem.

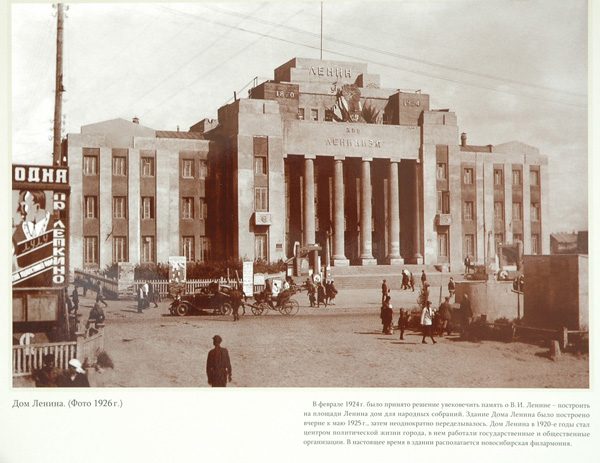
Tzw. Dom Lenina. Lata 20. XX wieku

Miasto rozbudowywało się w stylu, powoli rodzącego się, realizmu socjalistycznego. Powstawały wielkie budowle użyteczności publicznej: wspomniany już Dom Lenina, Pałac Pracy, budynek Przemysłowego Banku ZSRR, budynki pięciu nowych szpitali, dwóch szpitali położniczych, dwunastu specjalistycznych klinik. W 1929 r. liczba ludności wynosiła 141 211 ludzi. Szybka rozbudowa Nowosybirska i tworzenie w zasadzie od podstaw miasta w stylu sowieckim, zwróciła uwagę Anatolija Łunaczarskiego (ludowego komisarza oświaty i filozofa), który nazwał Nowosybirsk Syberyjskim Chicago, odwiedzając miasto w 1923 i 1928 roku. Od 1930 r. stolica Kraju Zachodniosyberyjskiego, a od 1937 r. stolica obwodu.Miasto doczekało się wreszcie swojego stałego teatru w 1922 r. (Zachodniosyberyjski Teatr Państwowy) oraz kolejnych (m.in. Teatr im. Władimira Majakowskiego). Otwierano także kina, które stały się ulubioną rozrywką mieszkańców. W 1931 r., w wyniku dalszych prac nad rozbudową infrastruktury kolejowej, Nowosybirsk uzyskał połączenie z południowymi rubieżami Kraju Rad, tworząc tym samym Kolej Turkiestan-Syberia. W 1934 r. ukończono budowę linii kolejowej łączącej Nowosybirsk z Lenińskiem i Kuźnieckiem leżącymi w Kuźnieckim Zagłębiu Węglowym. Przyczyniło się to do dalszego rozwoju gospodarczego regionu. Od 1929 r. intensywnie inwestowano w przemysł maszynowy (jak wcześniej związany głównie z maszynami rolniczymi, a także z produkcją sprzętu górniczego), tworząc zakłady w których pracowało często ponad 10 000 robotników (np. Sibkombajn, Sibmaszstroj). W latach 1930–1935 zbudowano kolejną elektrownię dla miasta, jedną z pierwszych w Związku Radzieckim opartą całkowicie na rodzimej technologii. W tym samym czasie zbudowano nowy port oraz w dalszym ciągu inwestowano w infrastrukturę kolejową. W 1931 r. w Nowosybirsku działało już 55 dużych fabryk, co wiązało się z kolejnym wzrostem liczby ludności. W 1931 populacja wynosiła 176 900, a w 1934 r. już 294 000. Miało to też związek ze stalinowską polityką kolektywizacji. Szacuje się, że w jej wyniku do miasta napłynęło ok. 180 000 ludzi w terenów wiejskich. W 1934 rozpoczęto budowę pierwszej linii tramwajowej w mieście. Gwałtowny wzrost liczby ludności wymuszał też masowe inwestycje w budownictwo mieszkaniowe. Władze inwestowały w edukację. W 1920 r. otwarto Technikum Rolnicze, w 1921 r. Szkołę Nauczycieli oraz kolejne szkoły podstawowe oraz średnie. W 1939 r. w Nowosybirsku działały 82 szkoły, w których uczyło się 54 528 uczniów.

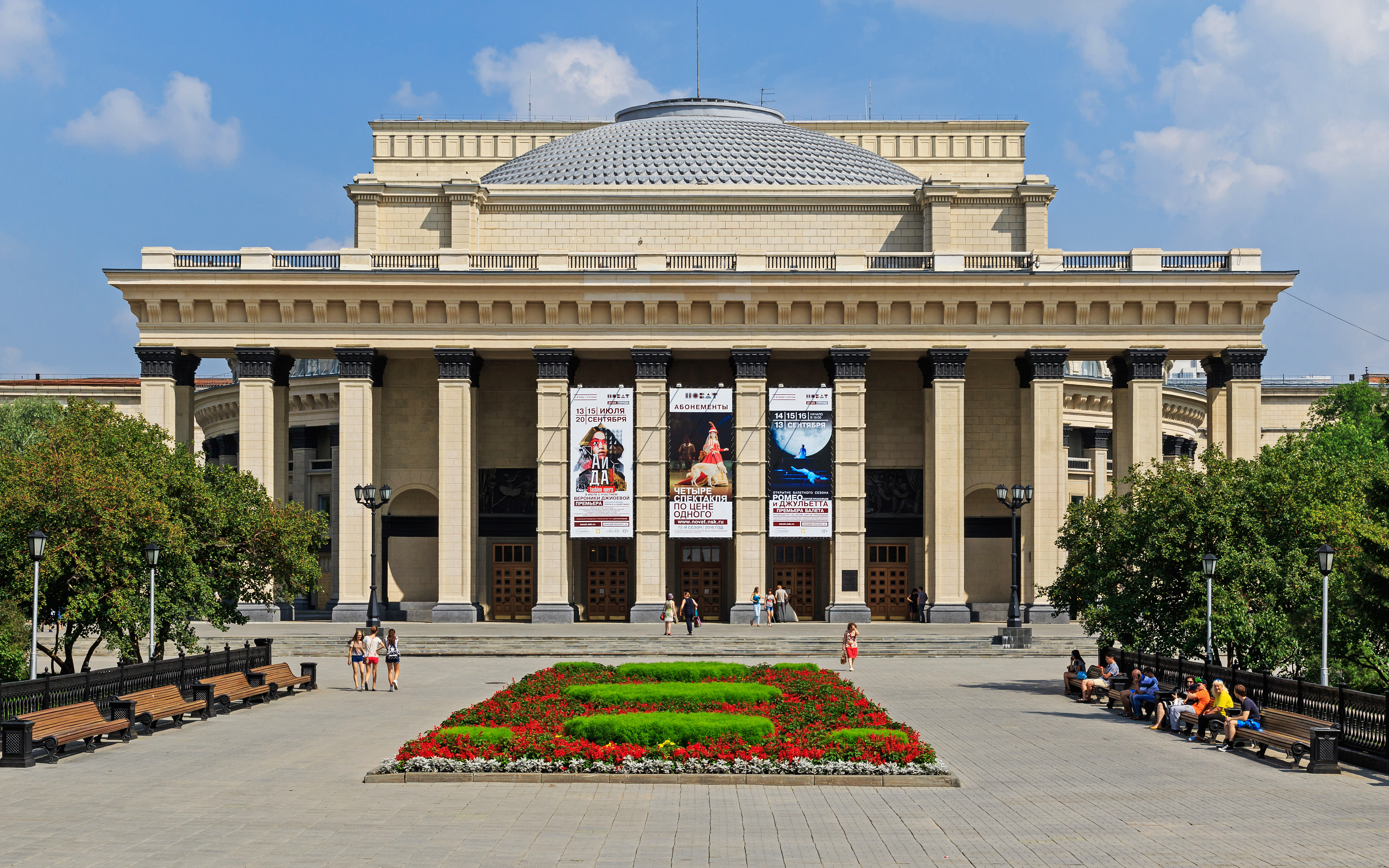
Nowosybirski Teatr Opery i Baletu

Paradoksalnie atak Niemiec na ZSRR w 1941 r. przyczynił się do jeszcze większego rozwoju miasta. Masowa ewakuacja przemysłu z zachodnich rejonów Związku Radzieckiego na wschód sprawiła, że profil produkcyjny miasta zmienił się z przemysłu lekkiego (głównie o charakterze rolniczo-handlowym) na przemysł ciężki (związany z wysiłkiem wojennym kraju). Do miasta ewakuowano wówczas 322 zakłady produkcyjne. Nowosybirsk był idealnym miejscem takiej relokacji, z uwagi na jego korzystne położenie geograficzne, na przecięciu wielu ważnych szlaków komunikacyjnych. Szacuje się, że przeniesiono tutaj ponad 10% całego sowieckiego przemysłu. Powstały wtedy m.in. wielkie zakłady im. Walerego Czkałowa. Przeniesiono tutaj także Doświadczalne Biuro Konstrukcyjne, kierowane przez Nikolaja Polikarpowa. Jednocześnie ponad 600 000 mieszkańców obwodu nowosybirskiego (zarówno kobiet, jak i mężczyzn) zostało wysłanych na front, z czego prawie 200 000 zginęło. Liczba ludności w mieście, pomimo stałego odpływu ludzi na front, wzrastała w ogromnym tempie. Głównie z uwagi m.in. na przenosiny tutaj zakładów przemysłowych oraz masowe deportacje. W styczniu 1941 r. sięgnęła liczby 450 000, w drugiej połowie tego samego roku wynosiła już prawie 550 000, w 1942 prawie 600 000, by wreszcie w 1943 r. przekroczyć liczbę 600 000. Brakowało rąk do pracy. Dzieci, młodzież oraz kobiety stanowiły główną grupę pracującą w zakładach przemysłowych i fabrykach. Odwołano zajęcia szkolne, a całe klasy zostały wysłane do pracy. Szacuje się, że od 30 do 50% całej siły roboczej stanowiły osoby poniżej 18 roku życia. Kobiety pracowały głównie w rolnictwie i przemyśle lekkim, w tym segmencie ich liczba wynosiła prawie 80% wszystkich zatrudnionych. Za wkład w pokonanie III Rzeszy zakłady przemysłowe miasta (Sibelmasz) odznaczono Orderem Lenina i Orderem Wojny Ojczyźnianej. Do Nowosybirska ewakuowano nie tylko wielkie zakłady przemysłowe, ale także instytucje kultury. Przechowywano tutaj część kolekcji Galerii Tretiakowskiej, Ermitażu, zbiory z pałaców w Pawłowsku i Carskim Siole oraz kolekcje muzealne z Nowogrodu, Sewastopola i Tweru. Działały także ewakuowane z innych miast Rosji teatry. Przy czym władze miasta starały się też o zakładanie nowych placówek kulturalnych, m.in. Teatru Młodzieży, Teatru Opery i Baletu oraz Orkiestry Symfonicznej. W 1944 powołano do życia Syberyjski Oddział Akademii Nauk ZSRR.
Wzrost liczby ludności Nowosybirska miał także związek z akcją masowych deportacji prowadzoną przez władze sowieckie. Szacuje się, że przez cały okres wojenny do obwodu nowosybirskiego przesiedlono pomiędzy 150 000 a 170 000. Byli to między innymi Polacy, Ukraińcy, mieszkańcy Azji Centralnej. Z samej tylko Mołdawii przesiedlono do obwodu nowosybirskiego ponad 10 000 ludzi. Z Kraju Krasnojarskiego przesiedlono tu 34 287 Niemców. Po likwidacji Kałmuckiej ASRR deportowano w rejony Nowosybirska 18 333 Kałmuków. Według danych z 1 października 1944 r. liczba osób deportowanych do prac przymusowych w obwodzie nowosybirskim wynosiła 170 645.

### Lata 1945–1991
Druga wojna światowa uczyniła z Nowosybirska jedno z najważniejszych miast w Związku Radzieckim. Mimo że większość fabryk została przeniesiona ponownie na zachodnie rubieże kraju, to wiele jednak pozostało w mieście. Pierwsze lata powojenne nie były jednak łatwe. Liczba osób żyjących na terenach wiejskich i pracujących w rolnictwie wokół Nowosybirska spadła o 26%, tereny uprawne w latach 1941–1945 zmniejszyły się o ponad 30%. Miało to poważne konsekwencje, gdyż kiepskie plony i ciężka zima przyniosły klęskę głodu w latach 1946–1947. Koniec wojny i odpływ zakładów oraz pracowników spowodował załamanie się produkcji. Także władze sowieckie w Moskwie nie były pewne co do dalszego planu rozwoju dla miasta. Trzeba też pamiętać, że większość zakładów działających w czasie wojny funkcjonowało w stanie prowizorycznym, tj. w budynkach szkół, kościołów itp. – na dłuższą metę sytuacja taka była nie do utrzymania. W 1946 r. w regionie Nowosybirska pracowało prawie 20 000 jeńców pojmanych w czasie wojny. Natomiast w 1949 r. przeprowadzono deportacje ludności z regionu Pribałtyki. Na 89 874 osoby objęte planem – 10 064 trafiło do Nowosybirska. Rozpoczęto modernizację już istniejących fabryk oraz budowę nowych. Według nowych planów Nowosybirsk miał pozostać centrum ciężkiego przemysłu oraz inżynierii. Tworzone zakłady w większości pracować miały na użytek wojska. W latach pięćdziesiątych działało już tutaj 15 nowych fabryk, wszystkie związane z przemysłem zbrojeniowym. Miasto stało się największym producentem sprzętu radiowego (zarówno na użytek wojskowy, jak i cywilny). Stało się także ośrodkiem przemysłu maszynowego, elektronicznego, chemicznego oraz hutnictwa i górnictwa. Zakłady zbrojeniowe produkowały wszystko od prostych ładunków wybuchowych, elektroniki i rakiet po MiG-15 i MiG-17 (Zakłady im. Czkałowa). Znaczenie strategiczne Nowosybirska według Ministerstwa Obrony Związku Radzieckiego było bardzo ważne, a jego rola miała stale rosnąć. Nie do przecenienia była także rola transportowa miasta, zarówno rzeczna, jak i kolejowa. W 1957 r. uruchomiono nowy port lotniczy Tołmaczowo. Nagromadzenie wielkich zakładów przemysłowych wymagało stworzenia bazy naukowo-badawczej, która mogła dostarczać nowe ilości pracowników. Działał już wspomniany oddział Akademii Nauk ZSRR. Tworzono też specjalistyczne szkoły wyższe: medyczne, inżynieryjne, kolejarskie, maszynowe, ekonomiczne, handlowe. W 1959 r. by sprostać wymaganiom przemysłu powołano do życia Nowosybirski Uniwersytet Państwowy. Jeszcze w 1956 r. Rada Ministrów ZSRR zatwierdziła plany powołania centrum naukowego Akademgorodok. Nikita Chruszczow osobiście interesował się tym projektem, wizytując jego budowę dwukrotnie, w październiku 1959 i wiosną 1961.
Rosła liczba mieszkańców Nowosybirska. W 1945 r. żyło tutaj 605 000 ludzi, w 1950 r. – 640 000, w 1956 r. – 731 000. Pod względem liczby ludności (w 1956 r.) było to więc szóste w Związku Radzieckim miasto i piąte w Rosyjskiej FSRR. Wzrost liczby mieszkańców powodował istnienie ciągłego problemu mieszkaniowego. W latach pięćdziesiątych i sześćdziesiątych podjęto więc na masową skalę budowę wielkich osiedli mieszkaniowych. Trwała też budowa nowych budynków użyteczności publicznej: kin (m.in. Proletkino, Pionier), teatrów (dalsza rozbudowa Teatru Opery i Baletu), tzw. pałaców kultury (Pałac Kultury im. Maksima Gorkiego z 1957 r.), powstał także chór ludowy. W 1955 r. połączono dwie istniejące sieci tramwajowe. Tworzono także parki, tereny zielone i rekreacyjne. Powołano do życia klub hokejowy Dynamo (obecnie Sibir). W 1957 r. ukończono budowę wieży telewizyjnej (z masztem o wysokości 192 metrów). W 1956 r. obwodowi nowosybirskiemu przyznano Order Lenina.

Sowiecka architektura Nowosybirska, w tle budynek Teatru Opery i Baletu

Na przełomie lat 50. i lat 60. oraz w okresie późniejszym nieustannie rosła populacja miejska. W 1958 r. było to 805 000 mieszkańców, w 1959 r. – 887 000, w 1960 r. – 918 000, w styczniu 1964 r. – 1 028 000, a w 1967 r. miasto liczyło 1 064 000 mieszkańców. W 1958 r. Nowosybirsk zajmował obszar 36 822 hektarów. 29 lipca 1959 r. w mieście gościł ówczesny wiceprezydent USA Richard Nixon. W latach sześćdziesiątych wznoszono kolejne ważne dla rozwoju miasta budynki i powoływano do życia nowe instytucje: Państwową Bibliotekę Techniczną, Cyrk Nowosybirski, Pałac Kultury Kolejarzy, Pałac Czkałowa, nowy port rzeczny, siedem nowych kin (m.in. imienia Majakowskiego), Park Bohaterów Rewolucji. W 1964 r. oddano do użytku Pałac Sportów Zimowych. W latach siedemdziesiątych w dalszym ciągu inwestowano w przemysł ciężki. W tym okresie szczególnie ważne dla gospodarki Związku Radzieckiego były produkty stalowe wykonywane w mieście. Prezentowano je także za granicą, m.in. na Międzynarodowych Targach Poznańskich. W 1970 r. obwód nowosybirski otrzymał swój drugi Order Lenina. W tym czasie także Nowosybirsk stał się też ważnym centrum naukowym. Wokół oddziału Akademii Nauk i Akademgorodok funkcjonowały 43 instytuty badawcze, zatrudniające ponad 35 000 naukowców. W 1971 r. otwarto Syberyjski Oddział Sowieckiej Akademii Nauk Medycznych. Na 14 uczelni wyższych uczęszczało prawie 80 000 studentów. W styczniu 1970 r. w mieście żyło 1 161 300 ludzi, w 1975 r. 1 285 000, w 1977 r. 1 320 000, a w 1981 r. 1 340 000. Lata siedemdziesiąte to także kolejny okres intensywnego budownictwa mieszkaniowego. Nowe mieszkania w blokach otrzymało około 600 000 mieszkańców. W sierpniu 1972 r. miasto wizytował przywódca sowiecki Leonid Breżniew. Oddano do użytku nowy kompleks obiektów sportowych oraz muzeum archeologiczne (pod gołym niebem, prezentujące syberyjską sztukę i budownictwo drewniane). W 1979 r. rozpoczęto budowę metra.

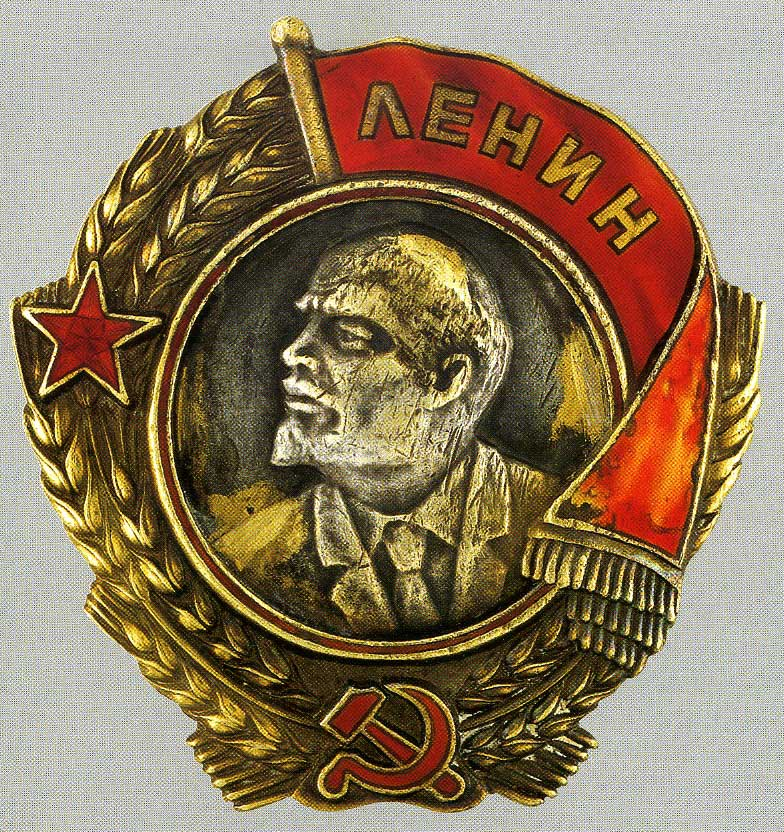
W 1982 r. Nowosybirsk został odznaczony Orderem Lenina

28 października 1982 r. Nowosybirsk został odznaczony Orderem Lenina. Lata osiemdziesiąte odznaczały się spowolnieniem gospodarczym, kresem wielkiego przyrostu ludności (choć ten trend można już zauważyć dekadę wcześniej) oraz końcem wielkich i spektakularnych inwestycji. 5 listopada 1983 r. otwarto nowy most przez rzekę Ob. 7 stycznia 1986 r. oddano do użytku pierwszy odcinek metra. W tym okresie w zasadzie pierwszy raz zaczęto dostrzegać problemy ekologiczne miasta, takie jak lokalizacja wielkich fabryk i zakładów w centrum miasta, zanieczyszczenie powietrza, zanieczyszczenie rzeki. Braki w funduszach nie pozwoliły na rozwiązanie tych problemów.
W styczniu 1989 r. w mieście mieszkało 1 436 400 osób. Przemiany epoki Gorbaczowa wpłynęły także na życie miasta. W 1988 r. w Nowosybirsku otwarto oddział Stowarzyszenia Memoriał. 4 października 1989 r. świętowano pierwsze Dni Nowosybirska. W tym samym czasie w Nowosybirsku powstał jeden z pierwszych nowoczesnych ośrodków analitycznych w kraju. W lutym 1990 r. miasto otrzymało status historycznego centrum nauki i kultury. W referendum z 17 marca 1991 r. 55,8% mieszkańców zagłosowało za zachowaniem Związku Radzieckiego, a 78,6% poparło pomysł wprowadzenia instytucji prezydenta Rosyjskiej FSRR. Związek Radziecki był jednak nie do uratowania. Rada Nowosybirska nie poparła puczu sierpniowego i opowiedziała się za legalną władzą. 25 grudnia 1991 r. do dymisji podał się prezydent ZSRR – Michaił Gorbaczow, następnego dnia (26 grudnia) r. Rada Najwyższa ZSRR uznała ten fakt i sama także się rozwiązała. Związek Socjalistycznych Republik Radzieckich formalnie przestał istnieć 31 grudnia 1991 roku.

### Od 1991

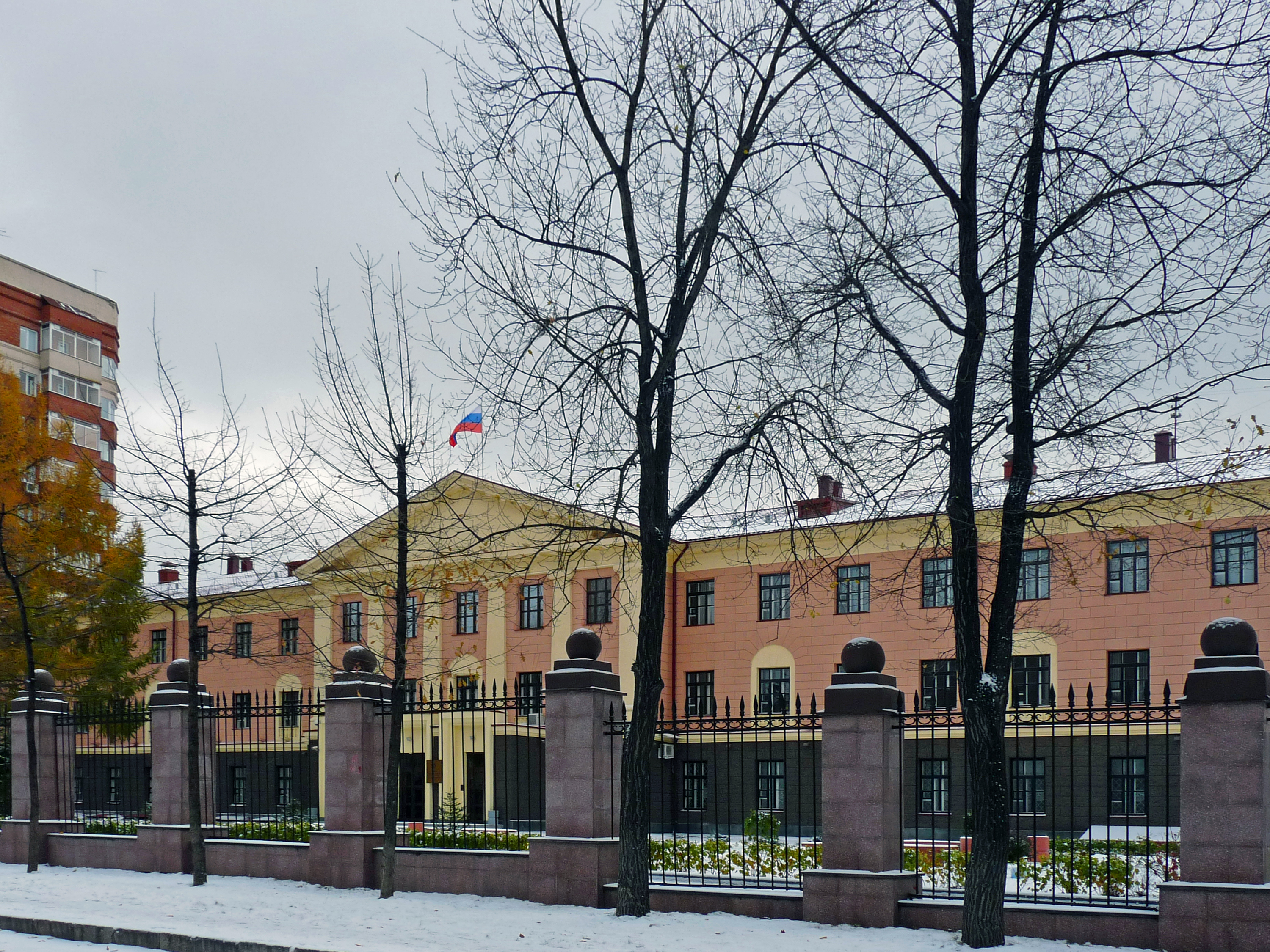
Budynek Administracji Prezydenta Rosyjskiej Federacji w Nowosybirsku

Mimo opozycji wobec puczu sierpniowego miasto było raczej niechętne przemianom demokratycznym i uchodziło za jeden z bastionów komunizmu. W 1993 r. prezydent Borys Jelcyn odwołał ze stanowiska pierwszego gubernatora obwodu nowosybirskiego Witalija Muchę za jego sprzeciw przeciwko linii reform i opozycję w prezydenckim sporze z Radą Najwyższą. 12 stycznia 1991 r. wprowadzono nowy herb miasta. W 1993 r. świętowano stulecie praw miejskich Nowosybirska. Zerwanie z sowiecką ideologią umożliwiło zwrot zagrabionego mienia, głównie cerkwi prawosławnych. W maju 1991 r. w mieście gościł patriarcha Aleksy II. W 1993 r. rozpoczęto budowę rzymskokatolickiej katedry. W tym samym roku otwarto też meczet. Przemiany gospodarcze i przejście na gospodarkę kapitalistyczną doprowadziły do zamknięcia wielu zakładów i fabryk oraz wzrostu bezrobocia. Rosły ceny, wybuchały masowe strajki. Sytuacja uspokoiła się dopiero po roku 2000 i Nowosybirsk zaczął odbudowywać swoje dawne znaczenie. W 2000 r. utworzono Syberyjski Okręg Federalny, którego centrum administracyjnym stał się Nowosybirsk. W 2003 r. odnowiono dworzec kolejowy, a w 2004 r. zakończono budowę nowego mostu przez Ob.

## Zabytki i atrakcje Nowosybirska
- Nowosybirski Teatr Opery i Baletu
- Sobór św. Aleksandra Newskiego w Nowosybirsku
- Sobór Wniebowstąpienia Pańskiego w Nowosybirsku
- Kaplica św. Mikołaja w Nowosybirsku
- Katedra Przemienienia Pańskiego w Nowosybirsku
- Ogród zoologiczny w Nowosybirsku
- Muzeum Słońca w Nowosybirsku
- Muzeum Techniki Kolejowej w Nowosybirsku
- Pomnik Sygnalizacji Świetlnej w Nowosybirsku
- Dom Lenina w Nowosybirsku
- Plac Lenina z Pomnikiem Włodzimierza Lenina
- Park Centralny w Nowosybirsku
- Zbiornik Nowosybirski

## Geografia i klimat
Nowosybirsk znajduje się w strefie klimatu umiarkowanego typu kontynentalnego otoczony lasostepem. Lato jest ciepłe i dość długie, zima mroźna i mało śnieżna. Średnia roczna temperatura w mieście to +1,8 °C. Średnia temperatura w styczniu to –16 °C, a w lipcu +19 °C. Najniższą temperaturę w historii miasta odnotowano 9 stycznia 1915 r., było to –51,1 °C. Najniższa temperatura w ostatnich latach padła 7 stycznia 2001 r. i wyniosła ona wtedy –45 °C. Najwyższą odnotowano 7 lipca 2005 r. i było to +37 °C.
| Miesiąc                              | Sty   | Lut   | Mar   | Kwi   | Maj   | Cze   | Lip   | Sie   | Wrz   | Paź   | Lis   | Gru   | Roczna |
| ------------------------------------ | ----- | ----- | ----- | ----- | ----- | ----- | ----- | ----- | ----- | ----- | ----- | ----- | ------ |
| Rekordy maksymalnej temperatury [°C] | +4.1  | +5.5  | +14.4 | +26.8 | +36.1 | +37.2 | +35.0 | +35.2 | +36.0 | +27.2 | +11.5 | +5.0  | +37,2  |
| Średnie temperatury w dzień [°C]     | -12.2 | -9.8  | -2.1  | +7.8  | +18.4 | +22.9 | +25.0 | +22.4 | +15.6 | +7.2  | -3.7  | -10.1 | +6,8   |
| Średnie dobowe temperatury [°C]      | -16.1 | -14.3 | -7.0  | +2.3  | +11.7 | +16.8 | +19.2 | +16.5 | +10.1 | +2.9  | -7.1  | -13.9 | +1,8   |
| Średnie temperatury w nocy [°C]      | -19.6 | -17.9 | -11.1 | -2.0  | +6.0  | +11.4 | +14.1 | +11.5 | +5.9  | -0.3  | -10.0 | -17.5 | −2,5   |
| Rekordy minimalnej temperatury [°C]  | -43.9 | -45.0 | -32.9 | -27.2 | -11.1 | -2.2  | +2.2  | -2.0  | -6.3  | -25.0 | -41.3 | -45.0 | −45,0  |
| Opady [mm]                           | 26.0  | 15.0  | 17.0  | 28.0  | 34.0  | 50.0  | 72.0  | 49.0  | 42.0  | 36.0  | 38.0  | 31.0  | 448,0  |
| Wilgotność [%]                       | 82.0  | 81.0  | 77.0  | 65.0  | 58.0  | 66.0  | 73.0  | 75.0  | 75.0  | 78.0  | 83.0  | 83.0  | 75,0   |
| Źródło: Pogoda.ru.net 2012-05-04     |       |       |       |       |       |       |       |       |       |       |       |       |        |

## Demografia
Liczba ludności Nowosybirska wynosi 1 620 162, co stawia go na trzecim miejscu pośród wszystkich miast Rosji. Rosjanie stanowią jego 93,9% mieszkańców. Pozostałe narodowości zamieszkujące miasto to m.in. Niemcy, Ukraińcy, Polacy, Tatarzy, Żydzi, Białorusini, Finowie, Koreańczycy, Buriaci, Ormianie, Azerowie, Tadżycy. Statystyki na rok 2011 przedstawiają się następująco. Współczynnik urodzeń w Nowosybirsku wynosi 12,6. Umieralność wynosi 12,4. Współczynniki małżeństw i rozwodów (liczone na 1000 ludności) wynoszą odpowiednio 9,6 i 5,0. Struktura populacji jest następująca: 196 800 (14%) nie osiągnęło wieku produkcyjnego, z tego liczba dzieci w wieku 1-6 wynosi 85 900 (6,1%). 899 000 znajduje się w wieku produkcyjnym (63,8%), a 313 000 w wieku poprodukcyjnym (22,2%). Kobiety stanowią 54,7% mieszkańców (771 200), a mężczyźni 45,3% (637 900).

### Historia populacji
| 1897      | 1898      | 1900      | 1913      | 1917      | 1923      | 1926      | 1931      | 1933      | 1939      |
| --------- | --------- | --------- | --------- | --------- | --------- | --------- | --------- | --------- | --------- |
| 8000      | 10 137    | 18 734    | 62 608    | 69 828    | 74 600    | 120 000   | 180 067   | 278 000   | 405 297   |
| 1956      | 1959      | 1970      | 1973      | 1975      | 1976      | 1979      | 1982      | 1985      | 1986      |
| 731 000   | 885 045   | 1 160 963 | 1 221 000 | 1 285 000 | 1 265 000 | 1 312 480 | 1 357 000 | 1 421 000 | 1 396 000 |
| 1987      | 1989      | 1990      | 1991      | 1992      | 1993      | 1994      | 1995      | 1996      | 1997      |
| 1 423 000 | 1 436 516 | 1 427 000 | 1 446 000 | 1 442 000 | 1 431 000 | 1 418 000 | 1 399 000 | 1 397 000 | 1 367 000 |
| 1998      | 1999      | 2000      | 2001      | 2002      | 2003      | 2004      | 2005      | 2006      | 2007      |
| 1 399 000 | 1 402 400 | 1 398 800 | 1 393 200 | 1 425 508 | 1 425 500 | 1 413 000 | 1 405 600 | 1 397 000 | 1 391 900 |
| 2008      | 2009      | 2010      | 2011      | 2012      | 2013      | 2014      | 2015      | 2016      | 2017      |
| 1 390 500 | 1 397 191 | 1 473 754 | 1 473 700 | 1 498 921 | 1 523 801 | 1 547 910 | 1 567 087 | 1 584 138 | 1 602 915 |
| 2018      | 2019      | 2020      | 2021      |           |           |           |           |           |           |
| 1 612 833 | 1 618 039 | 1 625 631 | 1 620 162 |           |           |           |           |           |           |

## Gospodarka

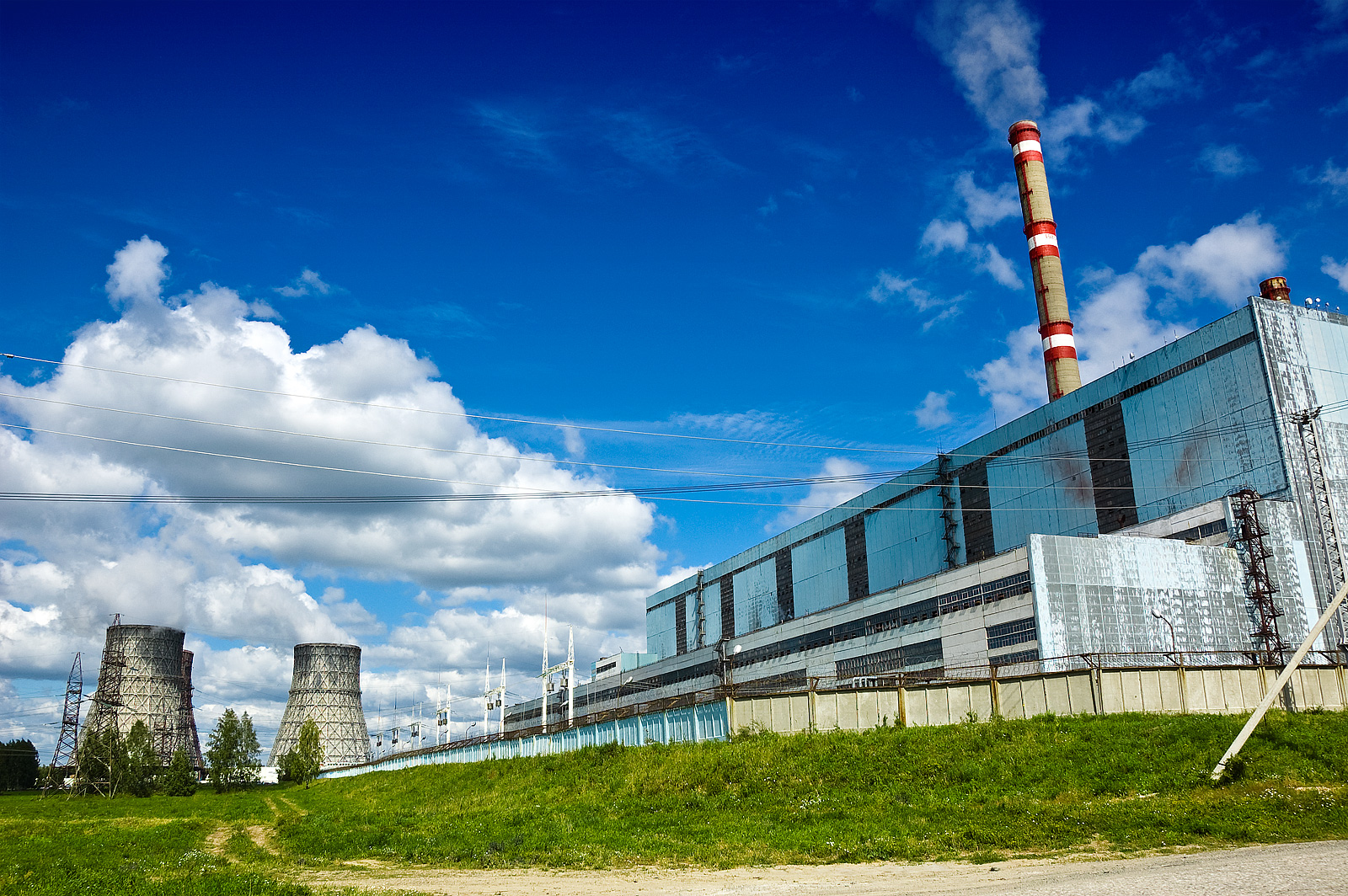
Nowosybirsk jest jednym z największych ośrodków przemysłowych w Rosji

Wielki ośrodek przemysłowy, m.in.: maszynowy, elektroniczny, lotniczy (Nowosybirskie Zjednoczenie Przemysłu Lotniczego), chemiczny, skórzano-obuwniczy; hutnictwo żelaza i cyny; elektrownia wodna na Nowosybirskim Zbiorniku Wodnym (400 MW).
W Nowosybirsku działa obecnie powyżej 200 dużych firm z 15 różnych branż, które zatrudniają powyżej 30% populacji miasta. Według oficjalnych danych z kwietnia 2012 r. w mieście było zarejestrowanych 136 880 różnych przedsiębiorstw. Miasto w dalszym ciągu zachowuje swoje wielkie znaczenie dla transportu w Federacji Rosyjskiej. W rejonie Nowosybirska ma swoją siedzibę jedna z największych w Rosji linii lotniczych S7 Airlines. W mieście działa też ponad 50 banków, targi, więcej niż 150 instytucji finansowych i ubezpieczeniowych, prawie 50 oddziałów zagranicznych przedsiębiorstw, około 3000 sklepów i 25 hoteli. Według stanu na rok 2011 w Nowosybirsku mieszkało i płaciło podatki 8 rosyjskich miliarderów (rublowych). W 2007 r. miasto zajęło drugie miejsce (za Kazaniem, a przed Moskwą i Petersburgiem) w rankingu jakości życia (182 miejsce na świecie). W 2008 r. Nowosybirsk zajął trzecie miejsce wśród rosyjskich miast w rankingu najatrakcyjniejszych miast dla biznesu.

## Transport

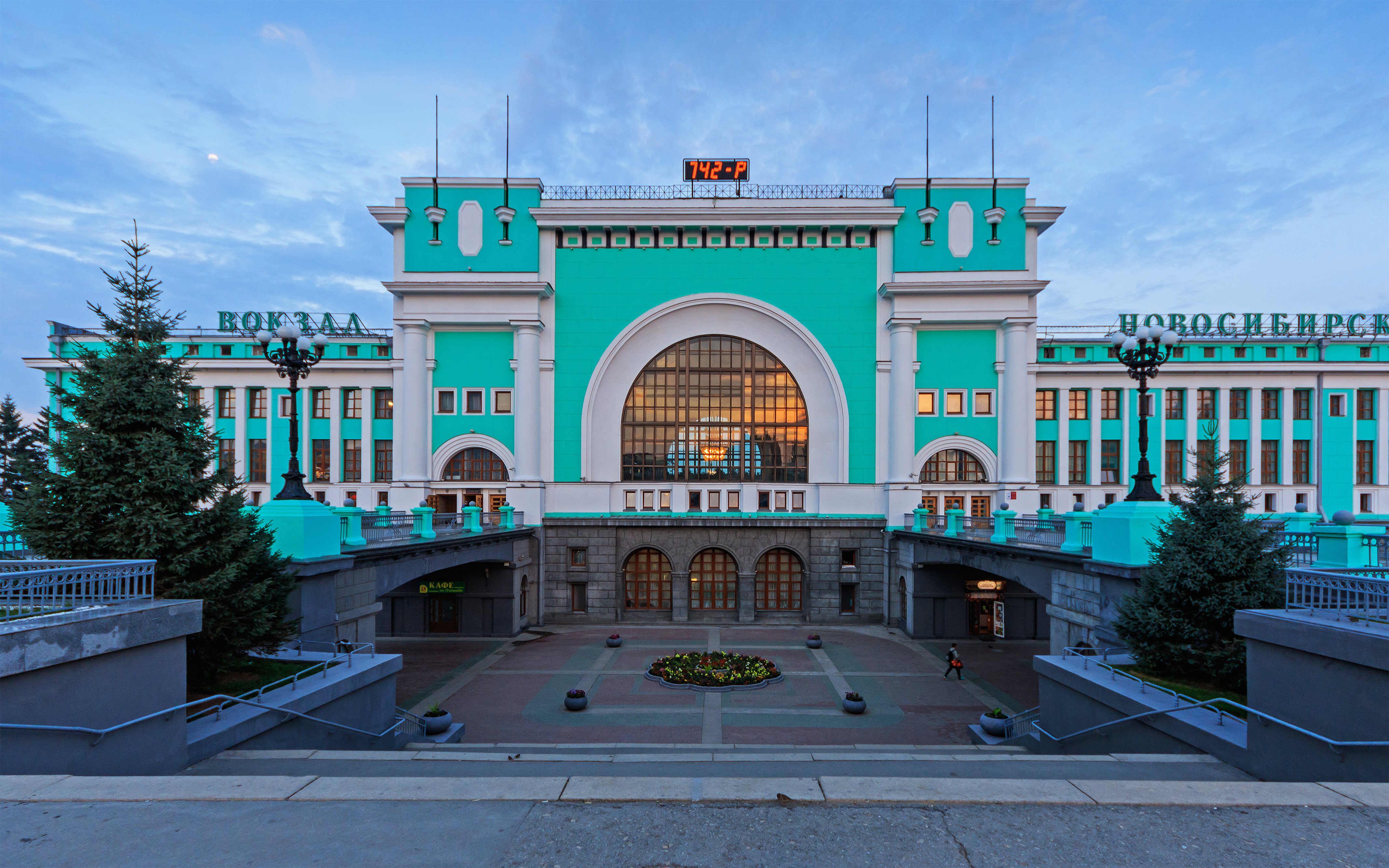
Dworzec kolejowy w Nowosybirsku

Nowosybirsk jest ważnym węzłem transportowym Rosji. Przez miasto przebiega trasa Kolei Transsyberyjskiej, a także Kolei Turkiestan-Syberia. Linie kolejowe zbiegające się w metropolii obsługuje Nowosybirski Dworzec Pasażerski. Miasto utrzymuje także stałe połączenie kolejowe z Kuźnieckim Zagłębiem Węglowym. Przez rejony Nowosybirska przebiegają ważne drogi: federalna M51, federalna R256 i M53. Kluczowe znaczenie ma także transport przez Ob, do jego obsługi miasto wyposażone jest w port rzeczny.

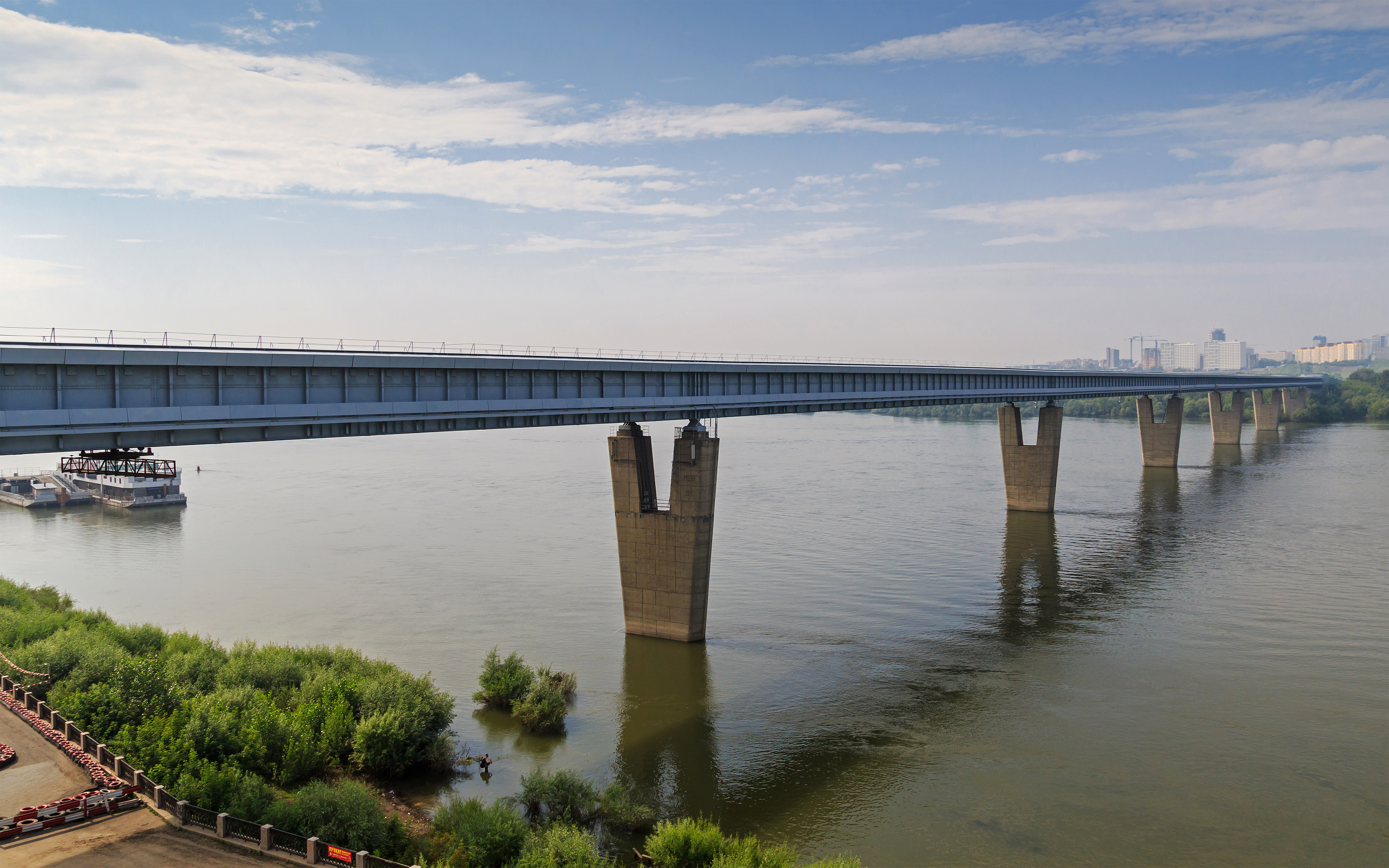
Most metra w Nowosybirsku

W rejonie miasta znajdują się trzy porty lotnicze. Najważniejszym jest Międzynarodowy Port Lotniczy Tołmaczowo. Jest to największe lotnisko Syberii, a szóste co do wielkości w Rosji, po trzech lotniskach moskiewskich (Domodiedowie, Szeremietiewie i Wnukowie), petersburskim Pułkowie i jekaterynburskim Kolcowie. W 2011 r. Tołmaczowo obsłużyło 2 765 884 pasażerów (o 12,5% więcej niż w 2010 r.). Inne lotniska Nowosybirska to Port Lotniczy Siewiernyj oraz Port Lotniczy Jelcowka.
Transport naziemny zapewniają rozbudowana sieć tramwajowa, autobusowa, trolejbusowa, a także kolej podmiejska, minibusy i marszrutki. Od 1986 r. w mieście funkcjonuje nowoczesne metro. W 2011 r. metro nowosybirskie przewiozło w sumie 75,6 miliona pasażerów. Od początku swego istnienia do lutego 2012 r. przewiozło już ono ponad 2 miliardy pasażerów. W 2010 r. sieć tramwajowa przetransportowała 23 miliony pasażerów (dla porównania w 1980 r. było to 186,9 miliona).
- Przystanek Kolei Transsyberyjskiej
- Dworzec Pasażerski w Nowosybirsku
- Tramwaje w Nowosybirsku
- Metro w Nowosybirsku
- Międzynarodowy Port lotniczy Nowosybirsk-Tołmaczowo
- Port Lotniczy Siewiernyj

## Administracja

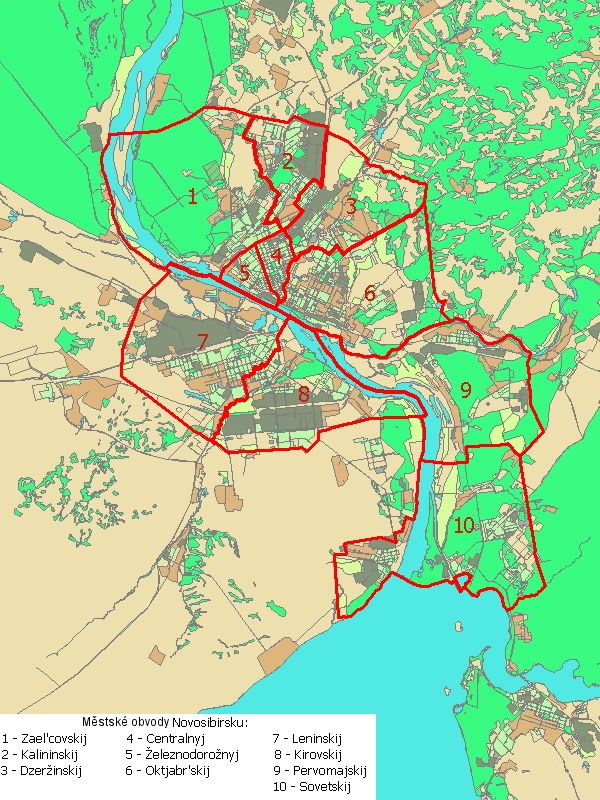
Podział Nowosybirska na rejony

### Władze miasta
27 czerwca 2006 r. rada miejska przyjęła statut miasta, który reguluje najważniejsze kwestie związane z zarządzaniem Nowosybirskiem. Głową miasta i szefem administracji miejskiej jest mer, wybierany w wyborach powszechnych na czteroletnią kadencję. Od 2000 r. tę funkcję pełni Władimir Gorodiecki, który wygrywał wybory w latach: 2000, 2004 i 2009. Członkowie rady miejskiej wybierani są także na czteroletnią kadencję.

### Podział administracyjny
Nowosybirsk podzielony jest na dziesięć rejonów miejskich. Każda dzielnica posiada własne władze administracyjne, związanymi ze sprawami lokalnych społeczności.
| Lp. | Rejon                 | Liczba mieszkańców (2010 r.) | Powierzchnia |
| --- | --------------------- | ---------------------------- | ------------ |
| 1.  | Rejon zajelcowski     | 141 317                      | 83           |
| 2.  | Rejon kaliniński      | 186 495                      | 46,2         |
| 3.  | Rejon dzierżyński     | 166 318                      | 41,3         |
| 4.  | Rejon centralny       | 74 286                       | 6,4          |
| 5.  | Rejon żeleznodorożnyj | 62 494                       | 8,3          |
| 6.  | Rejon oktiabrskij     | 200 182                      | 57,6         |
| 7.  | Rejon leniński        | 283 757                      | 70,3         |
| 8.  | Rejon kirowski        | 173 837                      | 52           |
| 9.  | Rejon pierwomajski    | 76 215                       | 71,7         |
| 10. | Rejon sowiecki        | 134 020                      | 76,7         |

## Nauka i edukacja

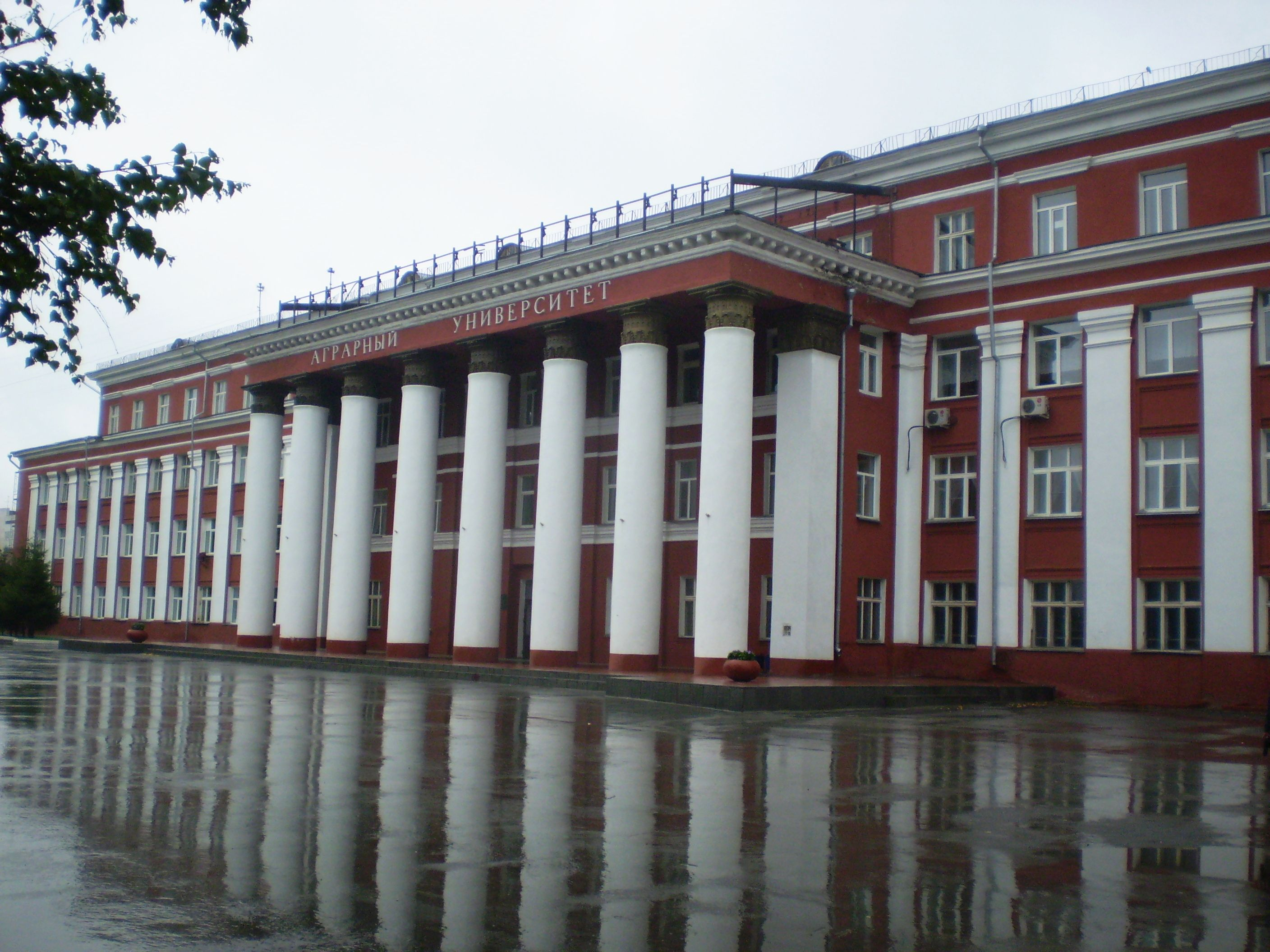
Nowosybirski Rolniczy Uniwersytet Państwowy

Nowosybirsk jest jednym z wiodących ośrodków naukowych Federacji Rosyjskiej. Życie naukowo-badawcze skupione jest w centrum naukowym Akademgorodok, powstałym pod koniec lat pięćdziesiątych XX wieku. Jeszcze w 1944 r. w mieście powołano do życia Syberyjski Oddział Akademii Nauk ZSRR (obecnie Rosyjskiej Akademii Nauk). W Nowosybirsku działają m.in. następujące uczelnie wyższe:
- Nowosybirski Uniwersytet Państwowy (od 1959 r.),
- Nowosybirski Techniczny Uniwersytet Państwowy (od 1953 r.),
- Nowosybirski Rolniczy Uniwersytet Państwowy (założony w 1936 r., status uniwersytetu od 1991 r.),
- Nowosybirski Medyczny Uniwersytet Państwowy (1935–1999 jako Instytut Medyczny, 1999–2005 jako Akademia Medyczna, status uniwersytetu od 2005 r.),
- Nowosybirski Pedagogiczny Uniwersytet Państwowy (1935–1993 jako Instytut Pedagogiczny, od 1993 r. status uniwersytetu),
- Syberyjski Państwowy Uniwersytet Transportu (założony w 1932 r., od 1993 r. Akademia Transportu Kolejowego, od 1997 r. status uniwersytetu),
- Nowosybirska Akademia Architektury i Sztuki (od 1989 r., status akademii od 1996 r.),
- Syberyjska Akademia Administracji Publicznej (od 1991 r., status akademii od 1995 r.).

Ogółem w Nowosybirsku mają swoje siedziby 32 wyższe placówki edukacyjne (11 uniwersytetów, 8 akademii i 13 instytutów), dodatkowo funkcjonuje w mieście 14 zamiejscowych oddziałów innych rosyjskich uniwersytetów (m.in. uniwersytetów petersburskiego i moskiewskiego), w których naukę pobiera ponad sto tysięcy studentów.

## Kultura i sztuka

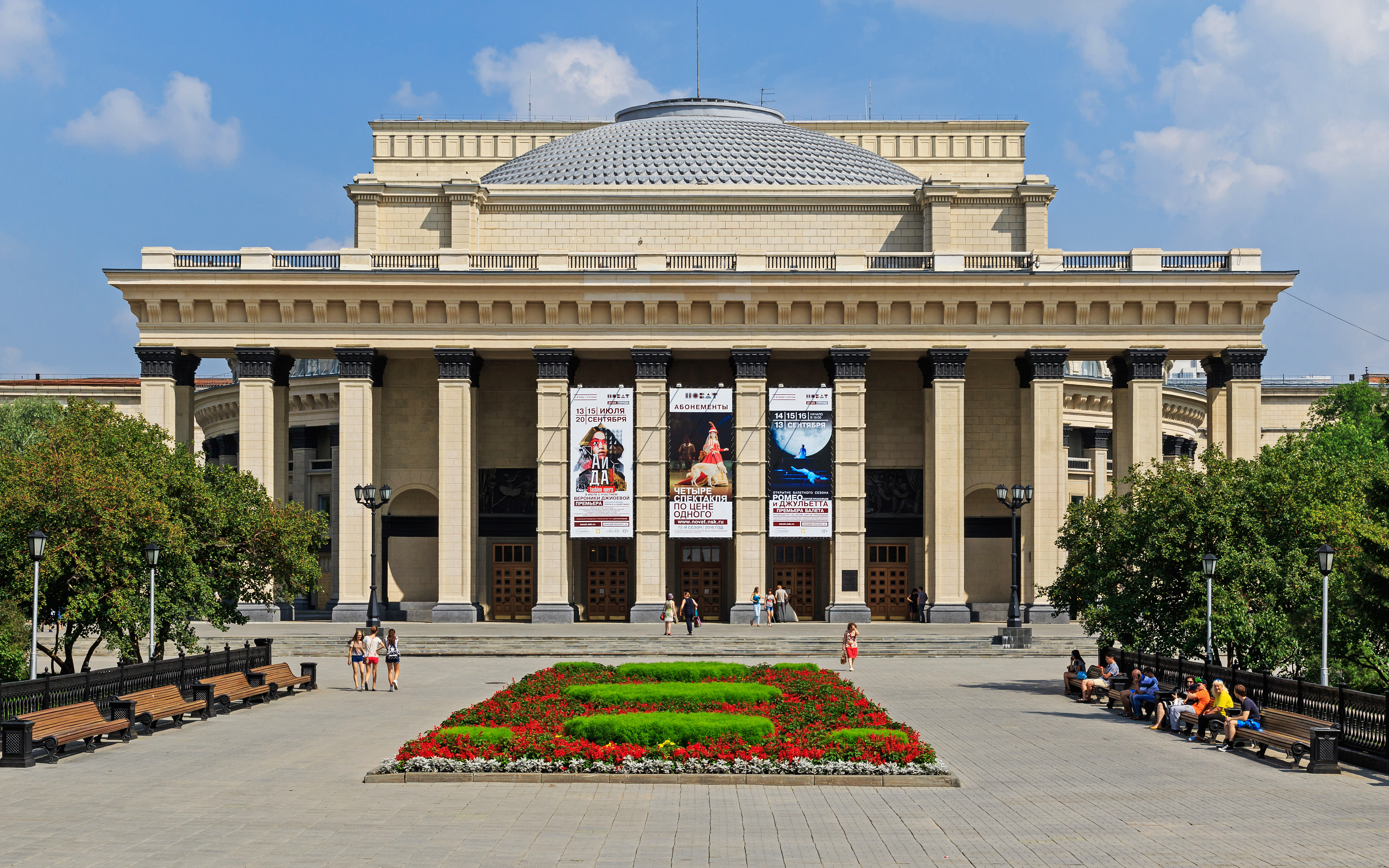
Budynek Teatru Opery i Baletu

W mieście działa kilkanaście muzeów i galerii. Jednym z najważniejszych jest Nowosybirskie Państwowe Muzeum Sztuki (otwarte w 1957 r.), posiadające bogatą kolekcję obrazów, grafik, ikon i rzeźb. Oprócz tego w mieście funkcjonuje Nowosybirskie Państwowe Muzeum Krajoznawcze. Założone w 1920 r., jego kolekcja gromadzi wiele zabytków zarówno historycznych, archeologicznych, etnograficznych, jak i związanych z historią naturalną. W 2007 r. otwarto Muzeum Kozaków. W mieście działają także: Muzeum Techniki Kolejowej (2000 r.), Muzeum Syberyjskiej Kory Brzozowej (2002 r.), Muzeum Mikołaja Roericha (2007 r.), Muzeum Słońca (1994 r.) oraz znajdujące się w całości pod gołym niebem Muzeum Historyczne i Architektoniczne. W mieście działa 81 bibliotek w tym m.in. Nowosybirska Regionalna Biblioteka (otwarta w 1929 r.) i Państwowa Biblioteka Techniczna Syberyjskiego Oddziału Rosyjskiej Akademii Nauk (założona w 1918 r.), największa tego typu biblioteka w Azji. Oprócz tego kilkanaście teatrów, w tym Nowosybirski Teatr Opery i Baletu (mieszcząca się w budynku będącym jedną z wizytówek miasta – od 1945 r.), Nowosybirski Państwowy Teatr Dramatyczny (1933 r.), Nowosybirski Teatr Globus (1930 r.), Nowosybirski Teatr Muzyczny i Komediowy (1959 r.), a od 1933 r. Nowosybirski Teatr Kukiełkowy. W 1937 r. powstała Nowosybirska Państwowa Filharmonia, mieszcząca się obecnie w Domu Lenina. Rocznie w mieście organizowanych jest kilkadziesiąt różnorodnych festiwali. Z innych obiektów kulturalno-rekreacyjnych warto wymienić znajdujące się park, Cyrk Nowosybirski (z miejscami na 2300 widzów) oraz ogród zoologiczny.

## Religia

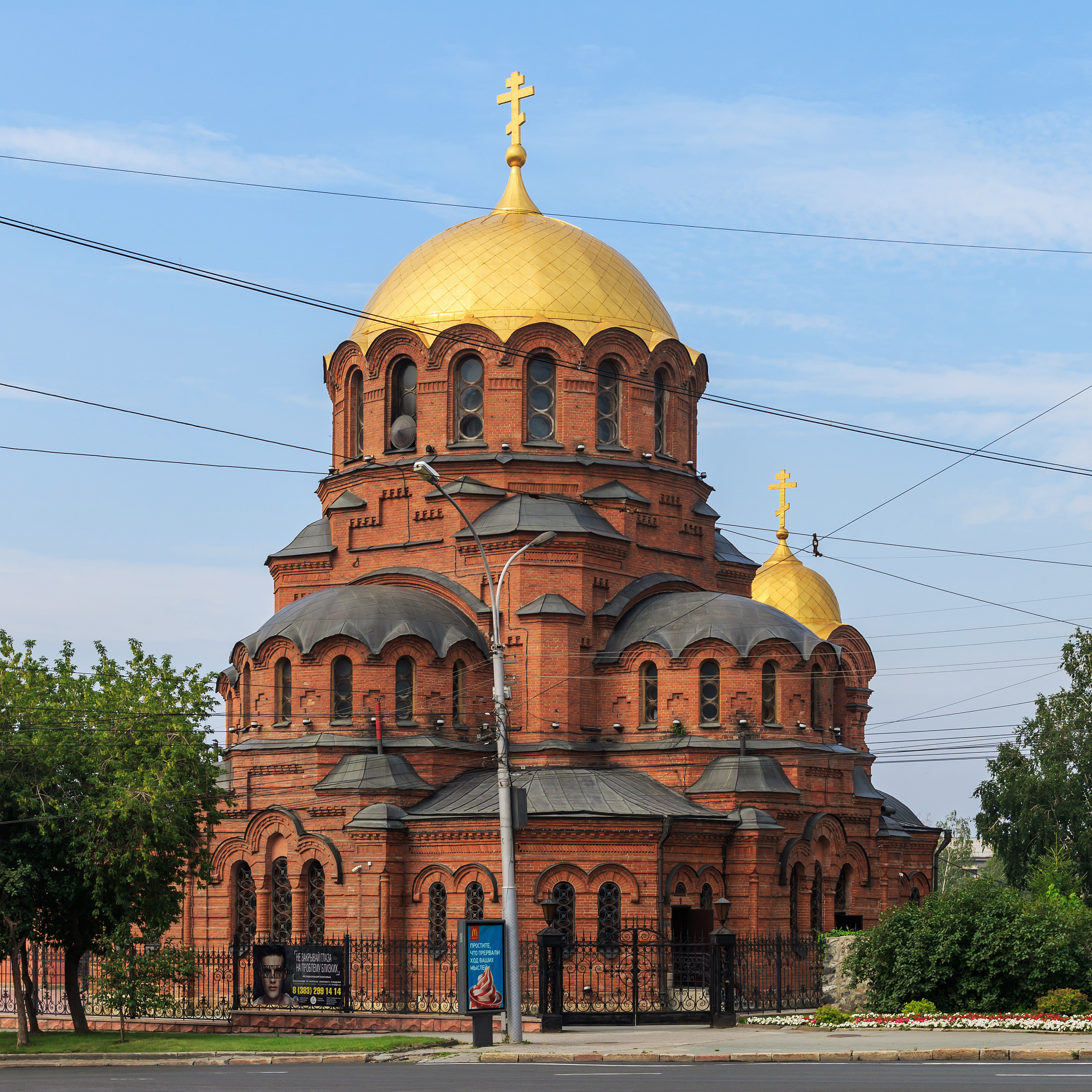
Sobór św. Aleksandra Newskiego w Nowosybirsku

Nowosybirsk jest stolicą utworzonej w 2011 r. metropolii Rosyjskiego Kościoła Prawosławnego oraz eparchii nowosybirskiej. Najważniejszymi prawosławnymi świątyniami miasta są sobór św. Aleksandra Newskiego oraz katedralny sobór Wniebowstąpienia Pańskiego. W 2013 patriarcha moskiewski i całej Rusi Cyryl wyświęcił kolejną świątynię o statusie soboru – pod wezwaniem Trójcy Świętej i św. Włodzimierza.
Od 2002 r. miasto jest stolicą rzymskokatolickiej diecezji Przemienienia Pańskiego. Jej najważniejszym kościołem jest katedra Przemienienia Pańskiego. W Nowosybirsku znajdują się także świątynie ewangelickie, ewangelikalne, żydowskie oraz meczety.

## Sport

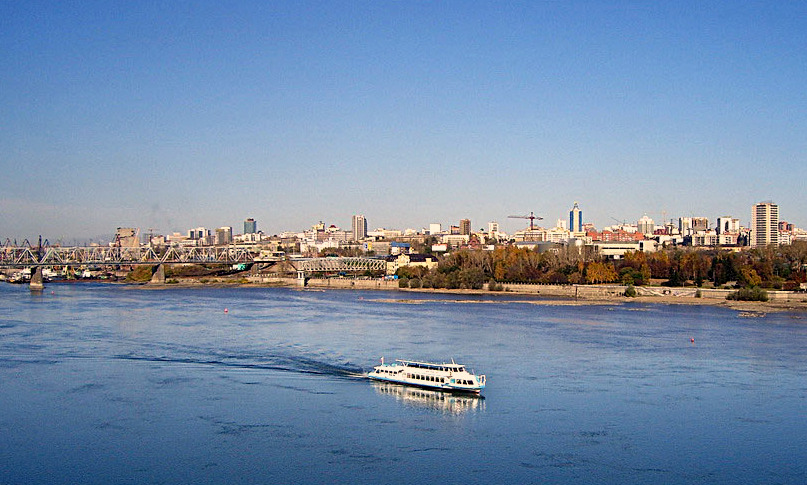
Panorama Nowosybirska

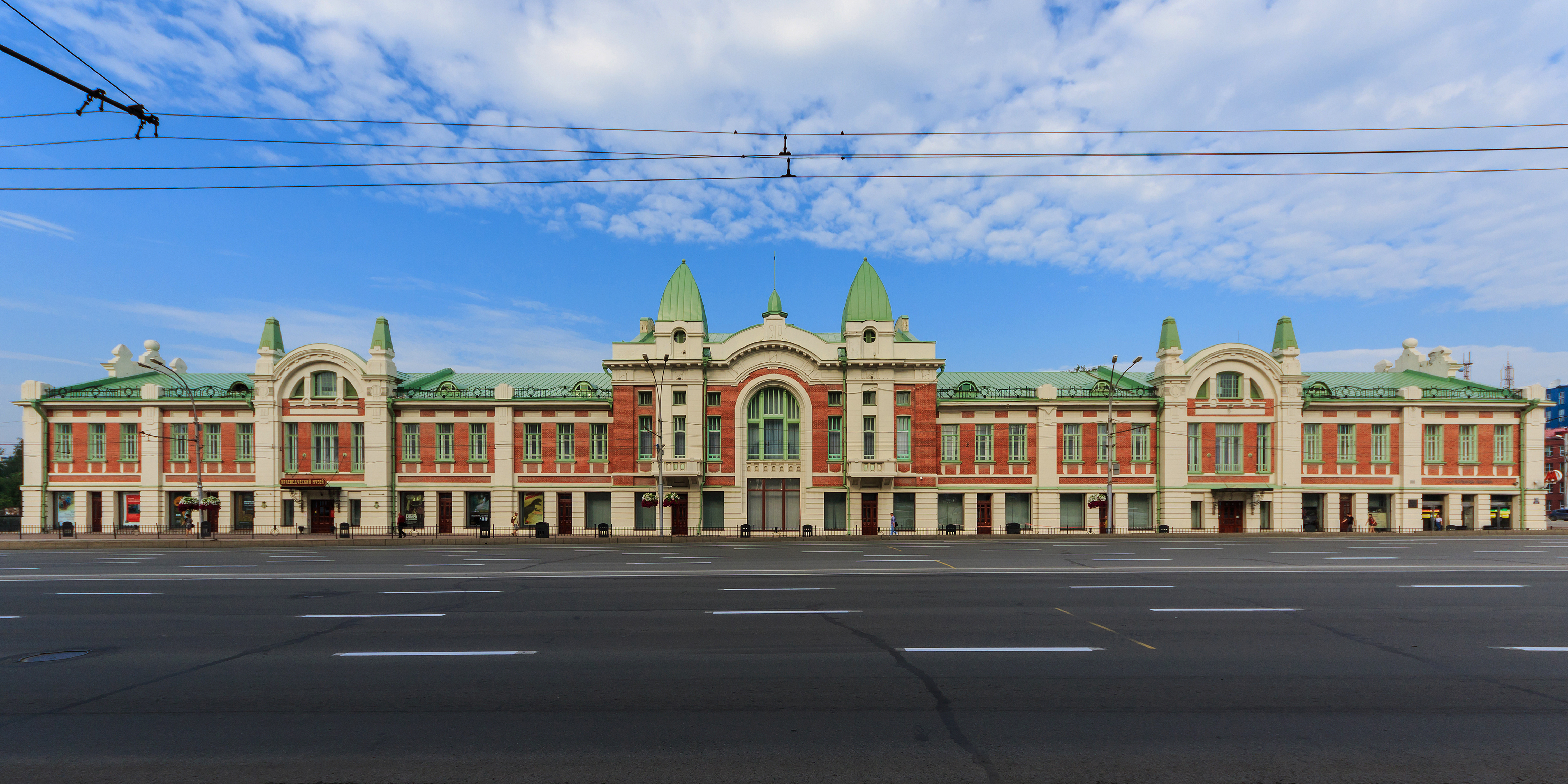
Muzeum Krajoznawcze w Nowosybirsku

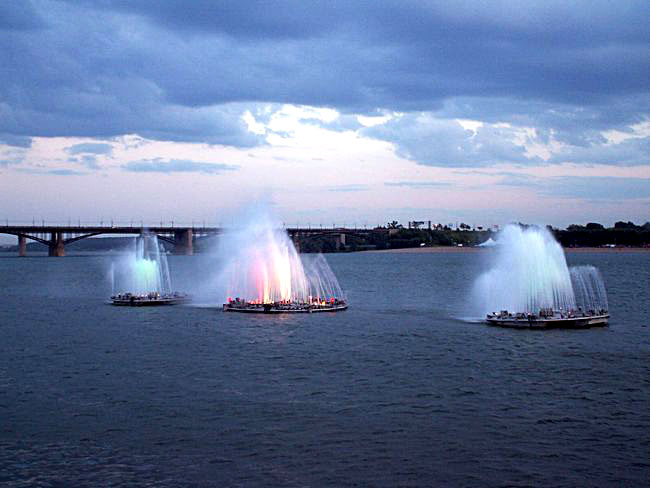
Widok na jeden z nowosybirskich mostów na Obie

W Nowosybirsku znajduje się kilkanaście obiektów sportowych, stadionów (m.in. Stadion Spartak), hal widowiskowo-sportowych (Pałac Sportów Zimowych), kilkanaście pływalni, tor sportów motorowych, tor kartingowy, kompleks biathlonowy, hipodrom, park snowboardowy. Okolice miasta są także znane z kilku ośrodków narciarskich. W 1992 r. odbyły się w Nowosybirsku 27. Mistrzostwa Świata w Biathlonie.
- Dinamo Nowosybirsk – klub piłkarski
- Lokomotiw Nowosybirsk – klub piłki siatkowej mężczyzn
- Sibir Nowosybirsk – klub hokejowy występujący w rozgrywkach KHL
- Sibir Nowosybirsk – klub piłkarski występujący w rozgrywkach Priemjer-Liga

## Osoby związane z Nowosybirskiem
Do najbardziej znanych osób związanych z miastem należą m.in. Anda Rottenberg, Irina Ałfiorowa, Oleg Antonow, Nikifor Astaszewski, Roberto Bartini, Wsiewołod Blinkow, Anna Bogalij-Titowiec, Gersz Budker, Siergiej Czapłygin, Janka Diagilewa, Dmitrij Jaroszenko, Leonid Kantorowicz, Aleksandr Karielin, Jelena Lenina, Inna Makarowa, Jurij Nazarow, Piełagieja Jefimowicz, Aleksandr Pokryszkin, Maksim Wiengierow, Aleksandr Zacepin, Andriej Zwiagincew oraz raper Ełdżej.

## Stosunki międzynarodowe
Nowosybirsk ma podpisanych 7 umów partnerskich z innymi miastami na świecie, w tym gronie brak miast polskich. W mieście działają 4 konsulaty, 7 placówek handlowych, 11 centrów kulturalnych oraz 4 centra wizowe.

### Miasta partnerskie
- Minneapolis i Saint Paul, Stany Zjednoczone (od 1989/1990 r.)
- Sapporo, Japonia (od 1990 r.)
- Taejŏn, Korea Południowa (od 2001 r.)
- Warna, Bułgaria (od 2008 r.)
- Larnaka, Cypr (od 1993 r.)
- Mianyang, Chińska Republika Ludowa (od 1994 r.)
- Osz, Kirgistan (od 2009 r.)

### Konsulaty
- Konsulat Bułgarii
- Konsulat Niemiec
- Konsulat Uzbekistanu
- Wicekonsulat Kirgistanu